# Autobus d'Île-de-France
Les autobus d'Île-de-France forment un réseau de transport routier de personnes couvrant l'ensemble de la région Île-de-France, organisé par Île-de-France Mobilités.
Les lignes de Paris et de la proche banlieue sont exploitées pour la plupart par la Régie autonome des transports parisiens (RATP). Les autres lignes, principalement en moyenne et grande banlieue, le sont par Keolis, Transdev, RATP Cap, CFTR, ou des opérateurs indépendants et sont regroupés dans l'Organisation professionnelle des transports d'Île-de-France (Optile).
La nuit, le réseau Noctilien prend le relais afin de maintenir en permanence une desserte minimale de Paris et de l'Île-de-France (proche et grande banlieue), au moins sur les grands axes.

## Histoire

### Premiers transports en commun
Blaise Pascal expérimente à Paris les premiers transports en commun à partir de 1662. Il obtient en effet du roi Louis XIV le privilège de fonder une entreprise de carrosses publics qui exploite cinq routes, les « carrosses à cinq sols ». Cette entreprise périclite en 1677.
Il faut attendre environ cent cinquante ans avant de voir un système de transports en commun réapparaître dans la capitale. Les premiers omnibus font leur apparition en 1828, sur dix lignes régulières, qui connaissent un succès immédiat avec deux millions et demi de voyageurs en six mois.
Puis, la CGO, exploitant du réseau de surface parisien, introduit des autobus en 1906 sur son réseau. Ce mode de transport supplante rapidement les omnibus hippomobiles, grâce à leur rapidité et à leur confort accru. Avec la disparition de la plupart des tramways durant les années 1930 et de la dernière ligne en 1957, ils demeurent le seul mode de transport de surface à Paris jusqu'en 2006, année de mise en service, le 16 décembre 2006, de la ligne 3a du tramway d'Île-de-France également appelée Tramway des Maréchaux sud.
Après une phase de déclin après la Seconde Guerre mondiale consécutive au développement des transports individuels et des années difficiles à partir des années 1970, à cause de l'évolution des modes de déplacement et des encombrements routiers en hausse constante, le bus a connu un lent renouveau grâce aux couloirs aménagés accélérant les dessertes et donc leur attractivité, à la création de lignes de desserte locale, les Traverses, et à la mise en place d'un label de qualité, le Mobilien.

Les autobus d'avant-guerre
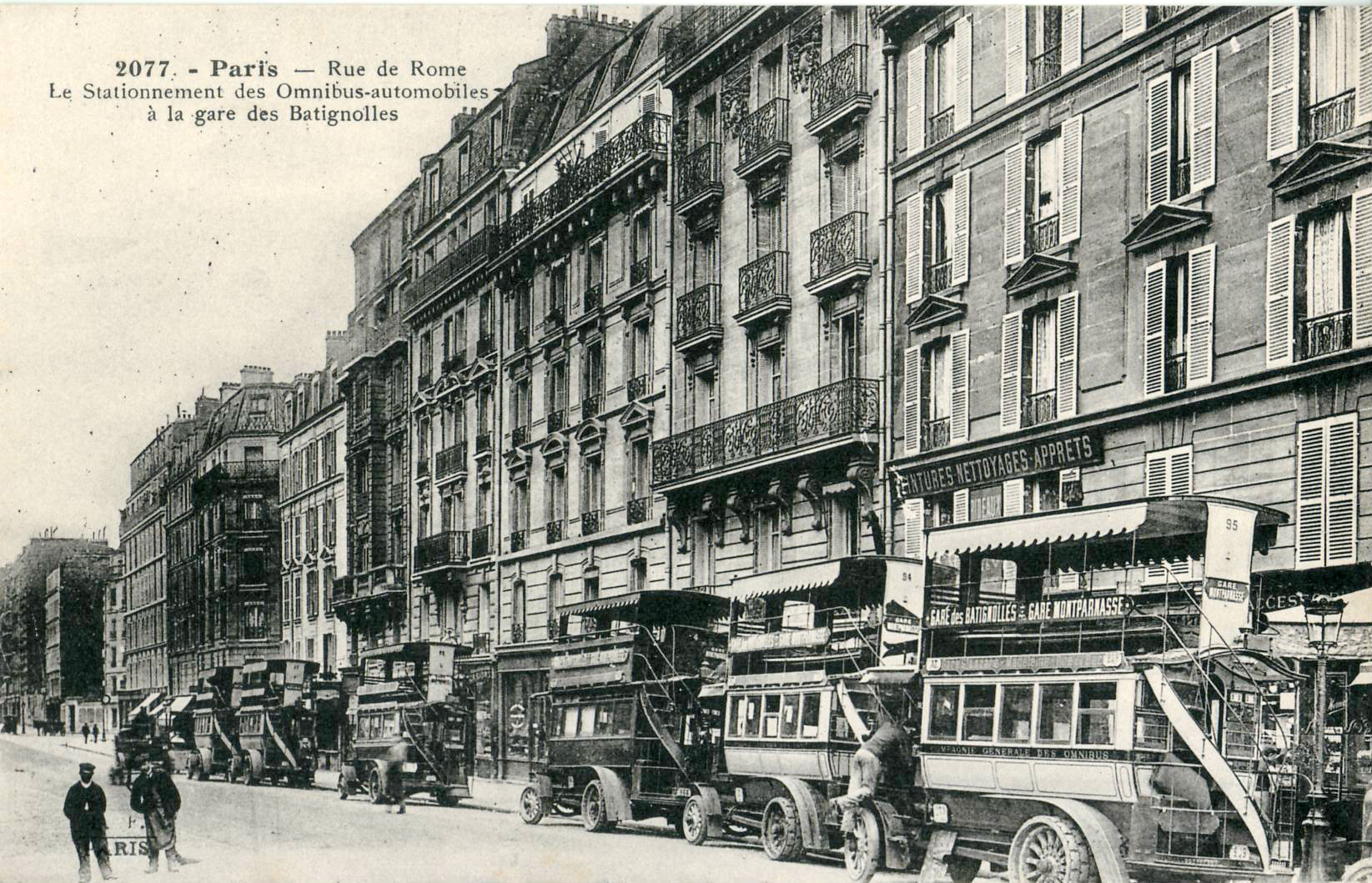
Les premiers autobus parisiens étaient à impériale, sur le modèle des omnibus dont ils reprenaient la caisse. On voit ici le terminus de la ligne AL de la CGO à la gare des Batignolles.
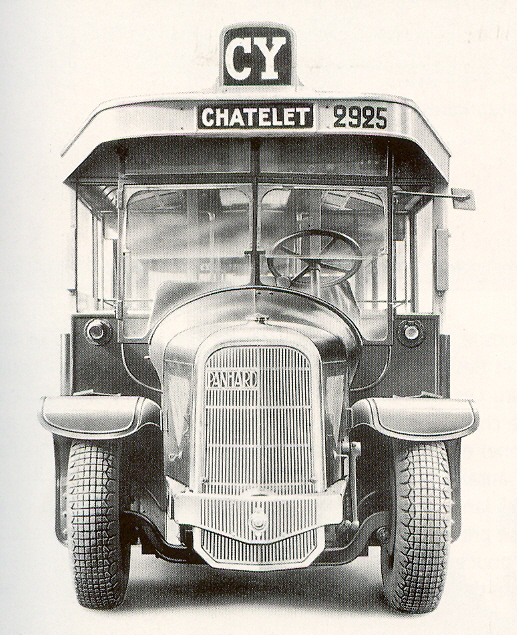
Autobus Panhard K63, 1934.

### L'Autobus à plate-forme arrière
Le premier autobus à plate-forme arrière est conçu par la STCRP et Renault en 1930 ; le châssis Renault TN4 est mis en service en 1931 (420 unités). Un modèle plus puissant, le TN6A, est mis en service en 1932 (1020 unités). En 1934-1935, sont mis en service un modèle Panhard K63 (115 unités) puis, en 1936, sont mis en service un nouveau modèle Renault, le châssis TN4H (970 unités) et deux modèles Panhard, les châssis K63C et D (220 unités). Ils sont équipés d'un vestibule à l'arrière, soit à entrée latérale, soit à entrée arrière.
Les Panhard K63 de 1934 sont retirés du service en 1955 tandis que les Renault TN4 de 1931 et les TN6C de 1934 sont retirés du service en 1958-1959. En 1961, circulent encore à Paris 900 autobus à plate-forme. Ils représentent, en 1965, un tiers du parc roulant et plus que 0,7 % au 31 décembre 1970. Le 23 janvier 1971, des autobus à plate-forme arrière TN4H circulent pour la dernière fois en région parisienne sur la ligne 21 entre la gare Saint-Lazare et la porte de Gentilly.

Les autobus Renault TN
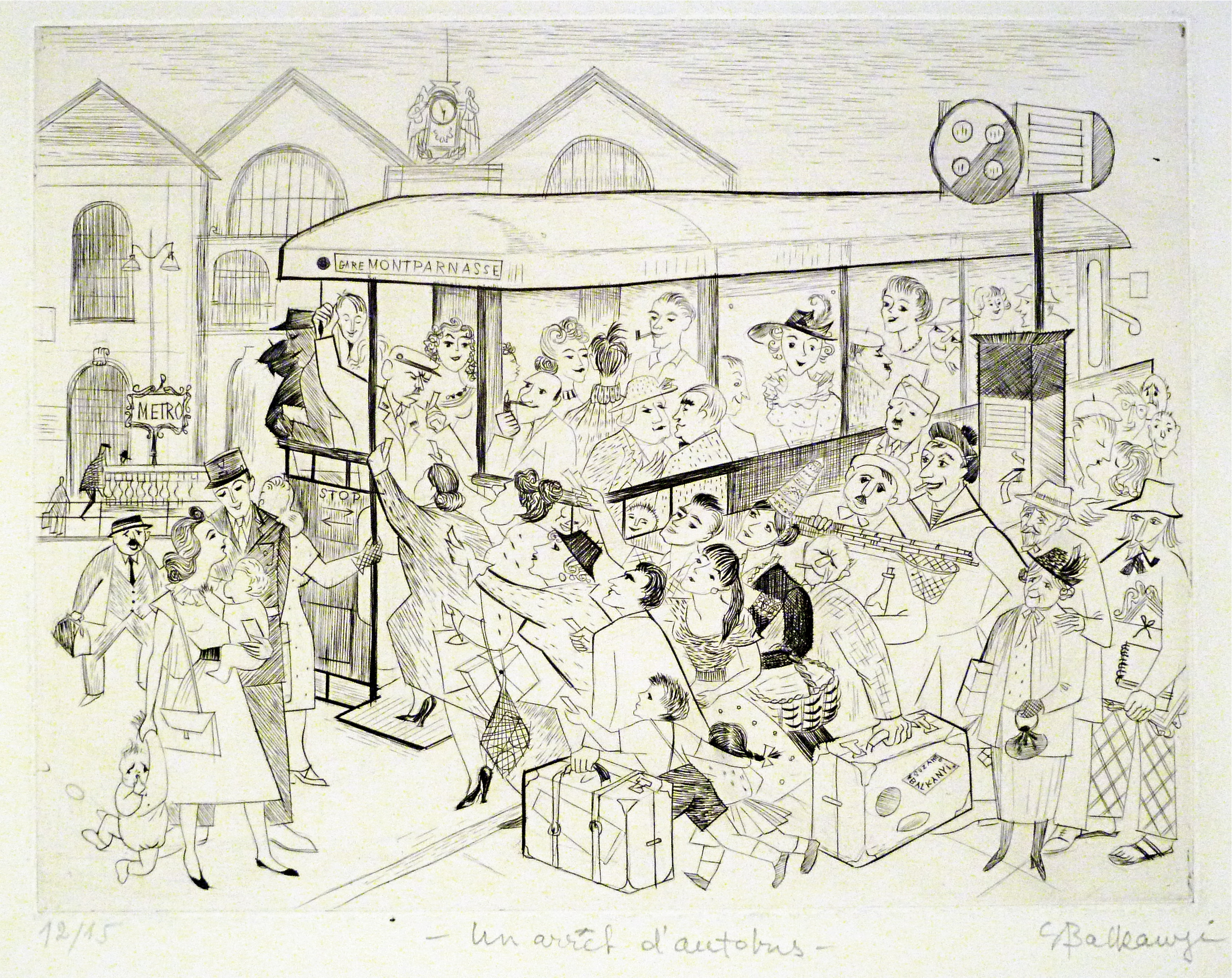
« Un Arrêt d"autobus » (gare Montparnasse) par (en) Suzanne Balkanyi, v. 1952
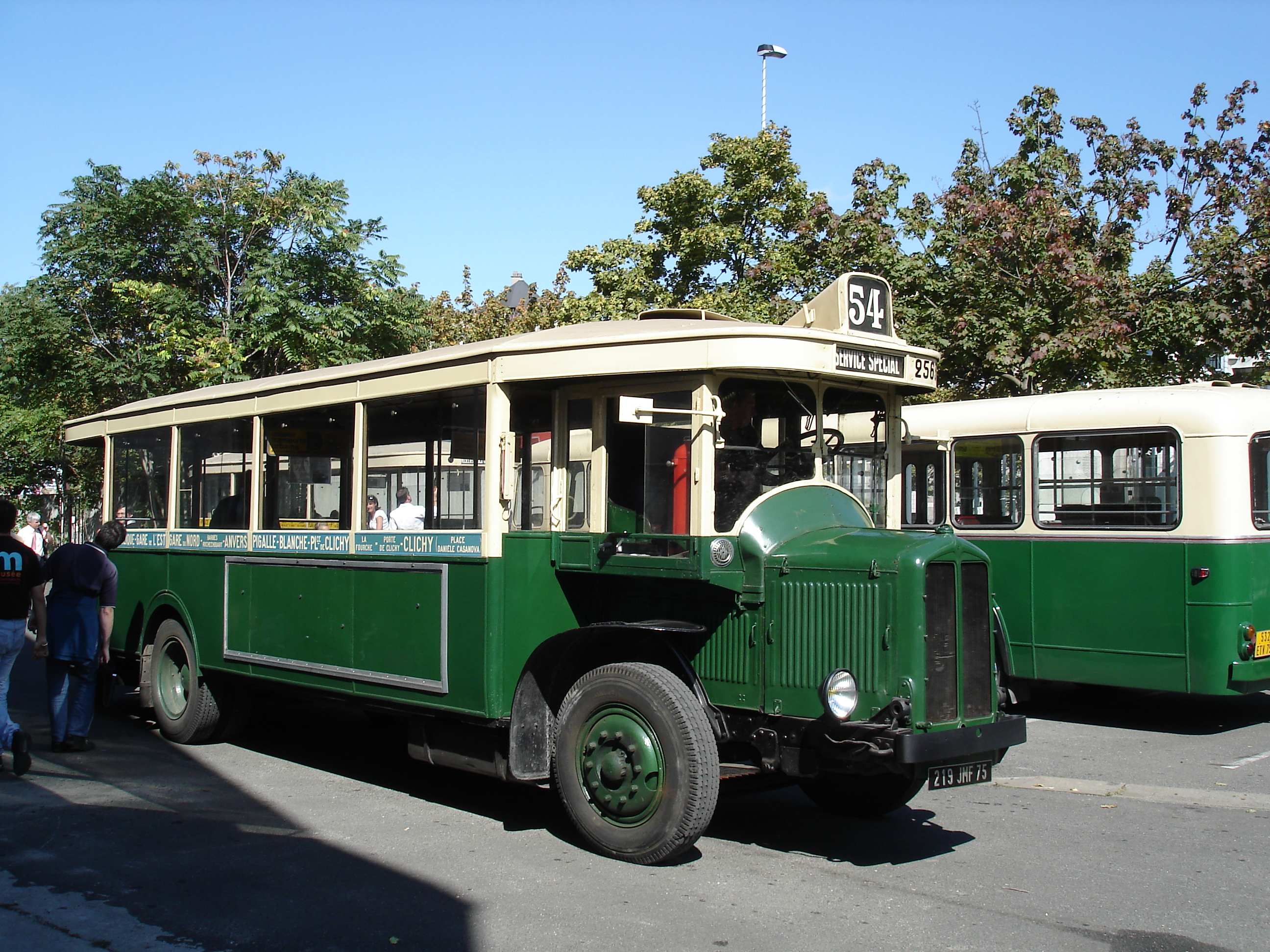
Ancien autobus Renault TN 6, un des plus emblématiques du réseau de la STCRP puis de la RATP, lors des Journées du patrimoine, le 15 septembre 2007.
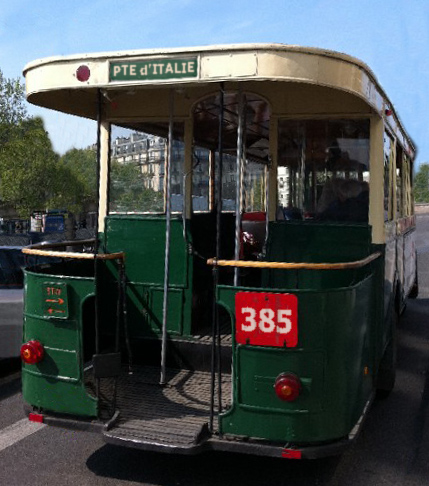
Ancien autobus à plate-forme arrière TN4H au Kremlin-Bicêtre, lors des Journées du patrimoine.
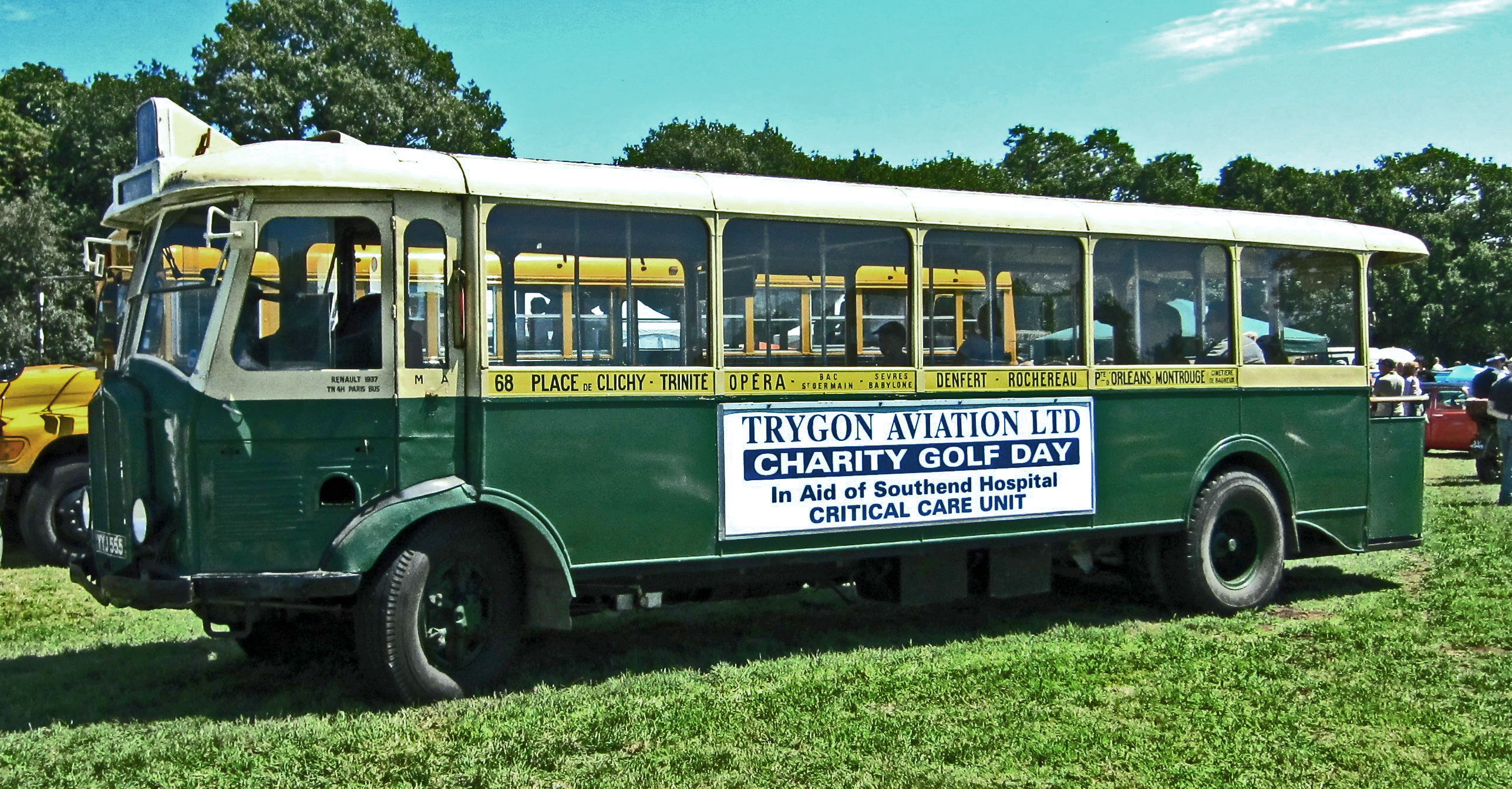
Le modèle Renault TN4H 1937.

### Lignes Mobilien

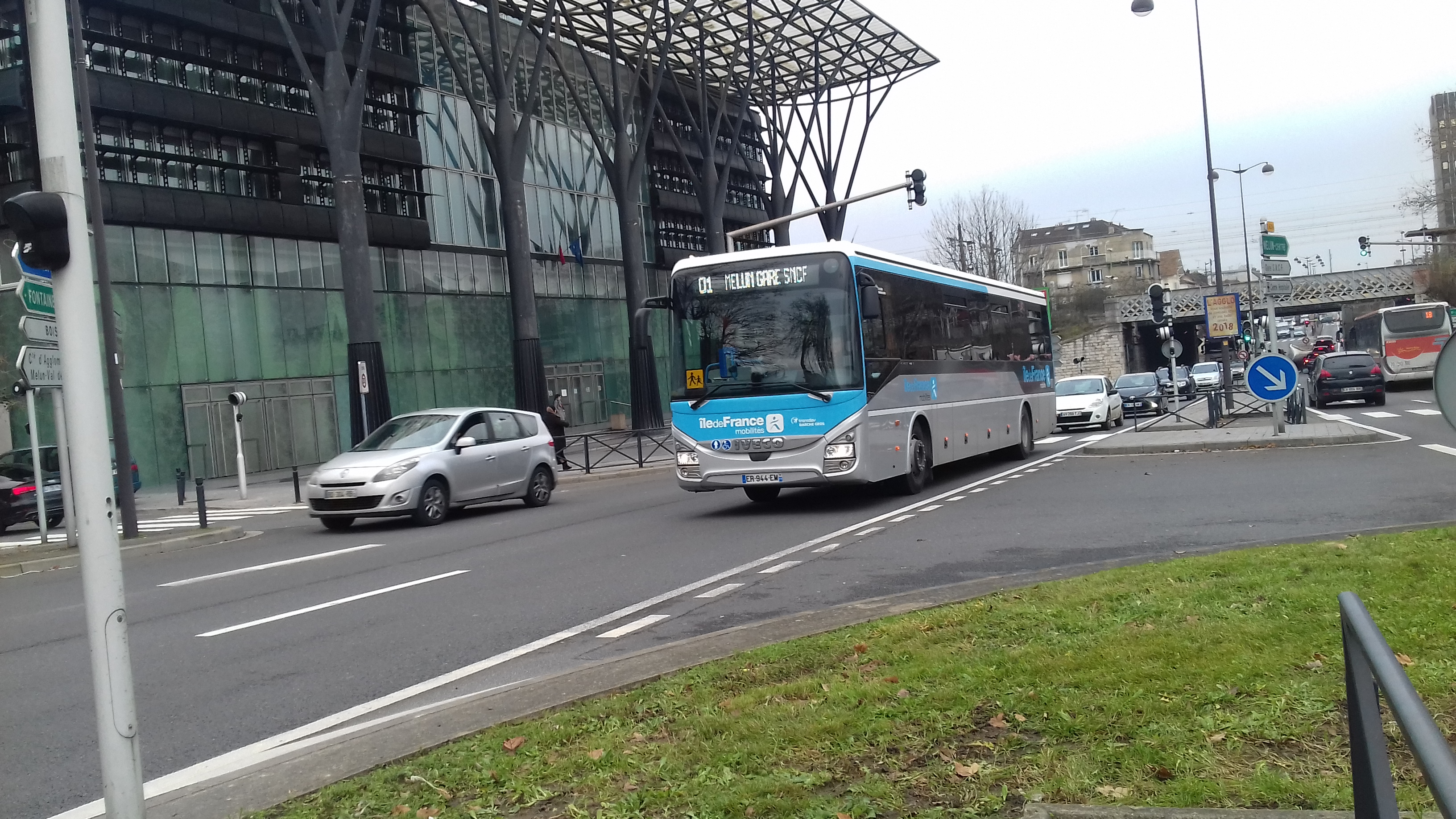
Autocars Iveco Crossway du réseau Seine-et-Marne Express près de la gare de Melun, en janvier 2018.

Mobilien était une dénomination d'autobus d'Île-de-France destiné initialement à faciliter les liaisons de pôle à pôle et de rocade avec des fréquences élevées, principalement en grande couronne. Depuis 2017 et la distinction des labels Mobilien et Express, le premier désignait des lignes qui « desservent avec des fréquences élevées les zones denses urbaines d'Île-de-France » tandis que le second désigne toujours des lignes qui « circulent sur de longues distances, tous les jours sauf exception, et relient les principales agglomérations de grande couronne et les aéroports ».
Les lignes Mobilien proposaient aux voyageurs une plus grande fréquence de passage des autobus, une amplitude de fonctionnement davantage plus importante le matin et le soir et devait assurer une meilleure régularité des circulations grâce à des aménagements spécifiques. À travers ce projet, Île-de-France Mobilités souhaitait proposer aux franciliens, une alternative à la voiture en banlieue.

### Ouverture à la concurrence
La loi relative à l'organisation et à la régulation des transports ferroviaires (dite loi ORTF) du 8 décembre 2009 change les rôles et les responsabilités dans l'organisation des transports franciliens et ouvre la voie à l'ouverture à la concurrence qui débute le 1er janvier 2021 par les réseaux de Grande couronne des opérateurs regroupés dans l'Organisation professionnelle des transports d'Île-de-France (Optile). Les 135 contrats existants vont progressivement laisser place à 39 lots — et à autant de réseaux — attribués ainsi qu'à des appels d'offres qui seront remis en jeu à intervalles réguliers. Puis, ce sera au tour du réseau de la RATP à partir de 2024. Île-de-France Mobilités en profite pour uniformiser ces réseaux sous ses seules couleurs, effaçant progressivement les identités visuelles des opérateurs (livrées, tenues des conducteurs, information voyageurs, etc.).
La carte des 39 nouveaux périmètres figure sur le site d'Île-de-France Mobilités. La liste détaillée est consultable sur l'article consacré à l'ouverture à la concurrence des transports en commun en Île-de-France.
Le 8 juillet 2020, la délégation de service public (DSP) d'exploitation des lignes de bus desservant les agglomérations de Val d'Europe et Marne et Gondoire (Marne-la-Vallée), pour une durée de 5 ans, et la DSP des lignes de bus desservant l'Est de l'agglomération Grand Paris Sud (Sénart), pour une durée de 7 ans, ont été attribuées à Transdev. Il les exploitera avec deux nouvelles sociétés (Transdev Marne-la-Vallée et Transdev Sénart) à partir du 1er janvier 2021. À cette même date, Keolis Ouest Val-de-Marne exploitera les lignes du réseau de bus de Seine Grand Orly. Il va aussi exploiter la nouvelle ligne de tramway T9.
Le 11 février 2021, IDFM a attribué les lots 1 (pour une durée de quatre ans) et 5 (pour une durée de sept ans) à Transdev, le lot 35 (pour une durée de huit ans) à RATP Dev et les lots 33 (pour une durée de cinq ans) et 34 (pour une durée de huit ans) à Keolis,.
L'ouverture à la concurrence ne s'est pas faite sans accrocs : ainsi, une dizaine de dépôts de bus de Transdev se sont mis en grève à la rentrée 2021 pour dénoncer des amplitudes de travail qui ont augmenté sans hausse de salaire, situation qui résulte d'un accord-cadre négocié entre Transdev et la CDFT. Le 9 décembre 2021, les appels d'offres pour les contrats des secteurs Cergy-Pontoise et Évry ont été déclarés sans suite et sont relancés début 2022 car IDFM a jugés que les candidats tiraient trop les prix vers le bas et afin d'éviter tout risque de nouveaux conflits. Début 2022 et à l'instar de ceux de Transdev, les conducteurs de Keolis assurant le réseau de bus de Poissy - Les Mureaux se sont eux aussi mis en grève pour dénoncer les conditions de travail et les salaires jugés insuffisants depuis l'ouverture à la concurrence.
L'ouverture à la concurrence des lignes de la RATP, initialement prévue pour le 1er janvier 2025 devrait être reportée au plus tard au 1er janvier 2027 à la suite de l'adoption d'un projet de loi en commission à l'Assemblée nationale le 11 avril 2023 ; le texte passera devant l'Assemblée en procédure simplifiée le 4 mai 2023 tandis que Valérie Pécresse se dit favorable à un échelonnement de l'attribution des lots.
L'ouverture à la concurrence s'accompagne à partir de l'été 2023 d'une renumérotation progressive de l'ensemble des 1 500 lignes franciliennes afin de supprimer les doublons et faciliter les recherches d'horaires ; ainsi, les lignes de petite couronne auront des numéros de 100 à 499 et celles de grande couronne des numéros de 1100 à 6599.

## Réseau actuel
Le réseau de transport routier de voyageurs d'Île-de-France est composé d'un nombre très important de lignes, permettant la desserte de l'ensemble de la région parisienne, de jour comme de nuit. Ces dernières sont organisées et financées par Île-de-France Mobilités, l'autorité organisatrice des transports de la région Île-de-France.
La majorité des lignes sont exploitées par de grandes entreprises de transport comme la Régie autonome des transports parisiens (RATP), la SNCF à travers sa filiale Keolis ou dans le cadre de l'activité Transilien, Transdev et RATP Cap, les autres l'étant par des entreprises familiales indépendantes.
En 2016, Île-de-France Mobilités a lancé une grande consultation citoyenne en partenariat avec la mairie de Paris et la RATP, dénommée « Grand Paris des Bus ».
Le basculement vers le nouveau réseau de Paris intra-muros s'est fait sans difficulté notable en une nuit, entre le 19 et le 20 avril 2019, à l'exception de quelques rares mesures anticipées dans le cadre de la mise en service du prolongement du tramway T3b à la porte d'Asnières intervenue le 24 novembre 2018.

Logo des bus mis en place à partir des années 1990.
Logo des bus mis en place à partir de 2019.

### Autorité organisatrice
Île-de-France Mobilités organise, coordonne et finance les transports publics de voyageurs d'Île-de-France, qui sont assurés par la RATP, la SNCF et les compagnies de bus privées regroupées dans l'association Optile.
Elle définit entre autres les conditions générales d'exploitation, crée les titres de transport et fixe les tarifs. Elle définit aussi l'offre de transport et le niveau de qualité des services dans le cadre de contrats signés avec les entreprises.

#### Livrée STIF
Le Syndicat des transports d'Île-de-France (STIF) a adopté une livrée commune pour les bus franciliens, à base de gris métallisé dit « vif-argent » et avec la signature du STIF en bas des vitres.
Chaque exploitant ou chaque réseau peut ensuite personnaliser cette livrée pour y inclure son logo car le « vif-argent » a été conçu pour pouvoir s'harmoniser avec toutes les autres couleurs pouvant être contenues par les éventuels marquages locaux complémentaires. Cette livrée a été réalisée par Sennse, une agence spécialisée dans les transports.
Les réseaux arborent progressivement la nouvelle livrée à la suite de la signature des « contrats de type 2 », nouveaux modes de collaboration qui se mettent en place entre le STIF et les transporteurs, faisant suite aux « contrats de type 1 », signés en 2007. Le « contrat de type 2 » doit préparer la mise en concurrence des opérateurs, qui devait intervenir à partir de 2016 en Île-de-France.

Exemples de livrées STIF
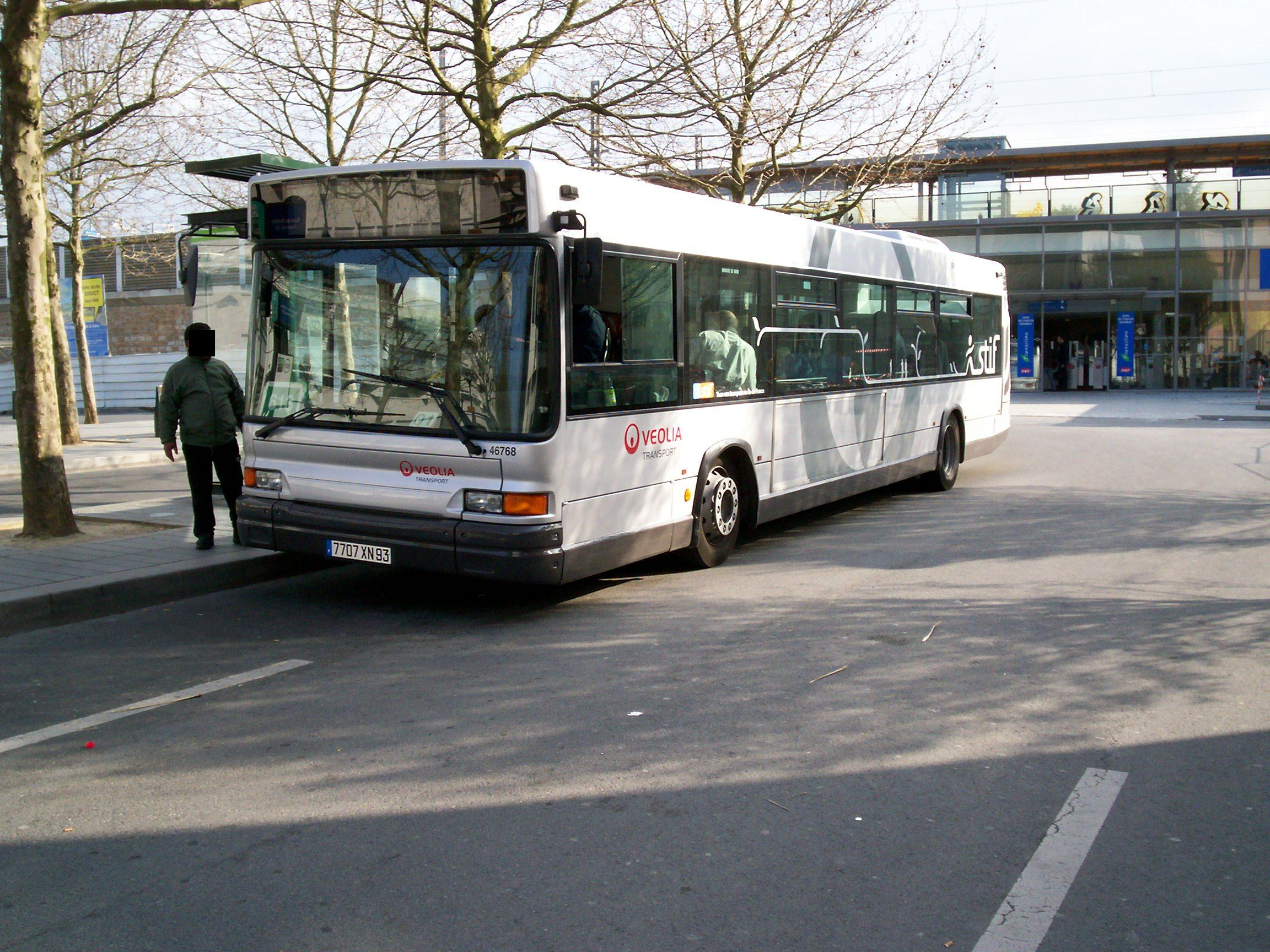
Un Heuliez GX 317 des TRA, avec comme seul personnalisation les logos de l'exploitant.
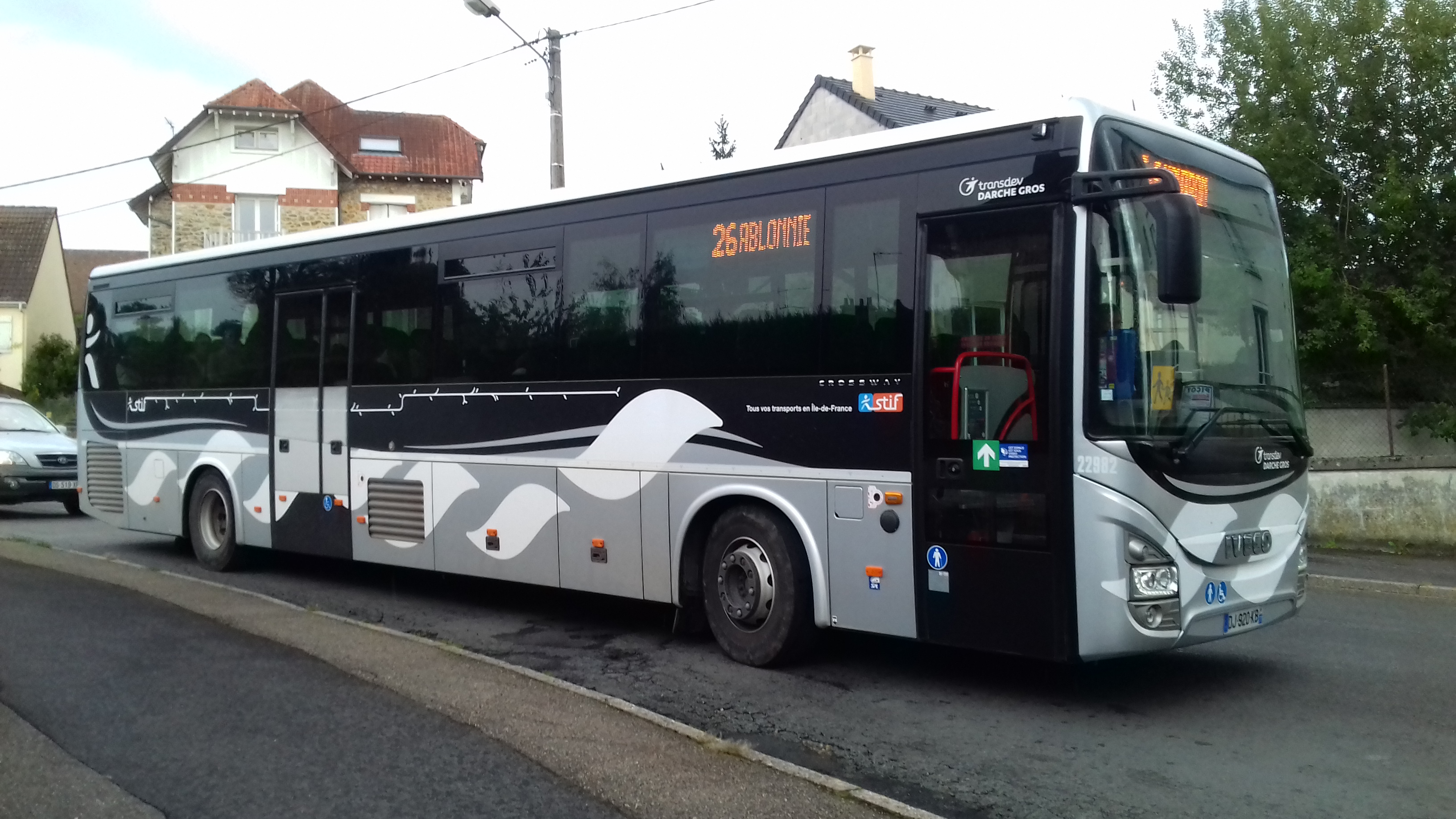
Un Iveco Bus Crossway de Transdev Darche Gros, avec la seconde version de la livrée STIF de base.
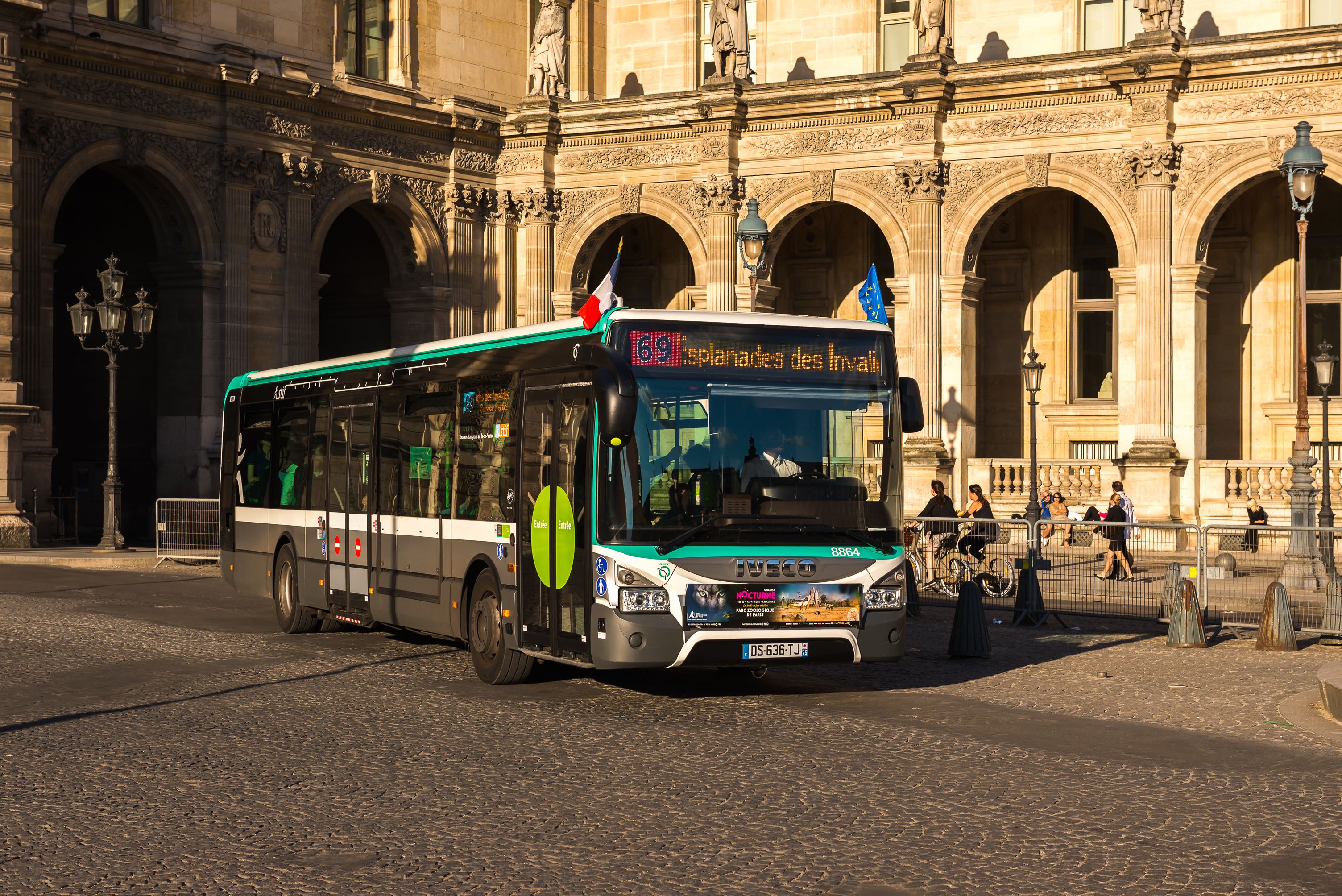
Autobus Iveco Urbanway 12 du réseau de bus RATP arborant la livrée STIF personnalisé aux couleurs de la régie, le 14 juillet 2016.
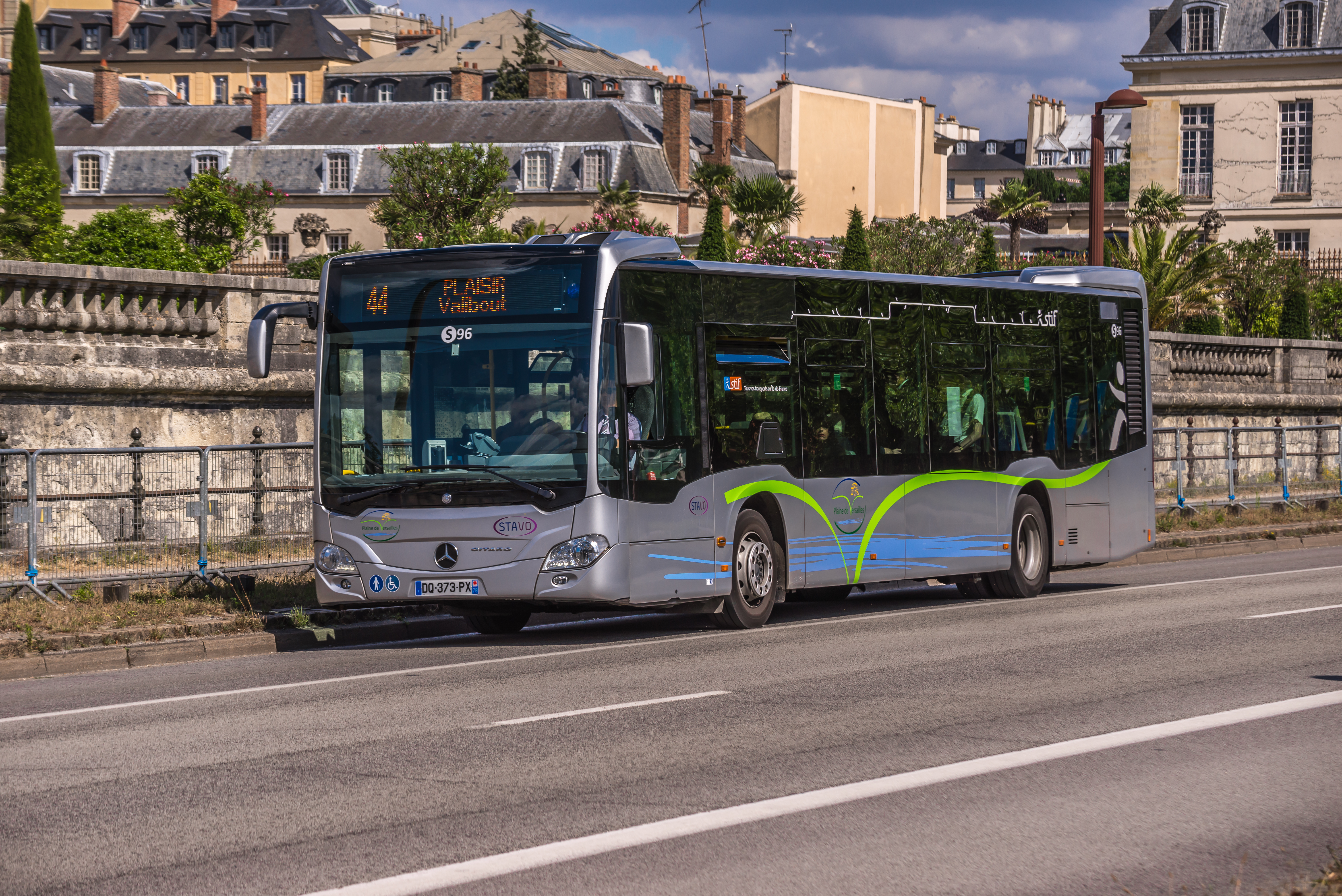
Un Mercedes-Benz Citaro de la STAVO personnalisé aux couleurs du réseau Plaine de Versailles.
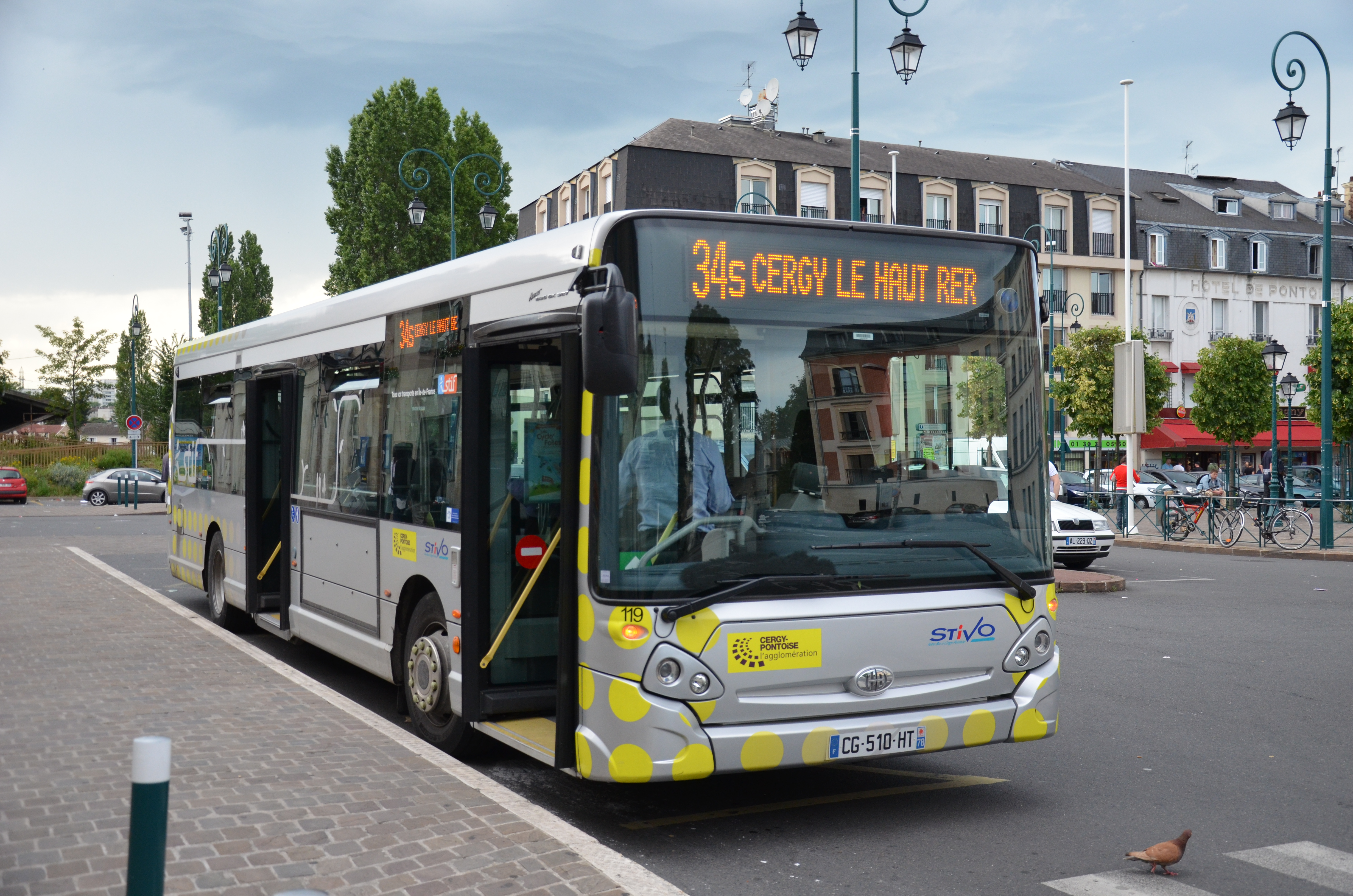
Un Heuliez GX 327 de la Francilité Seine et Oise avec la livrée personnalisée de l'ancien exploitant (STIVO).
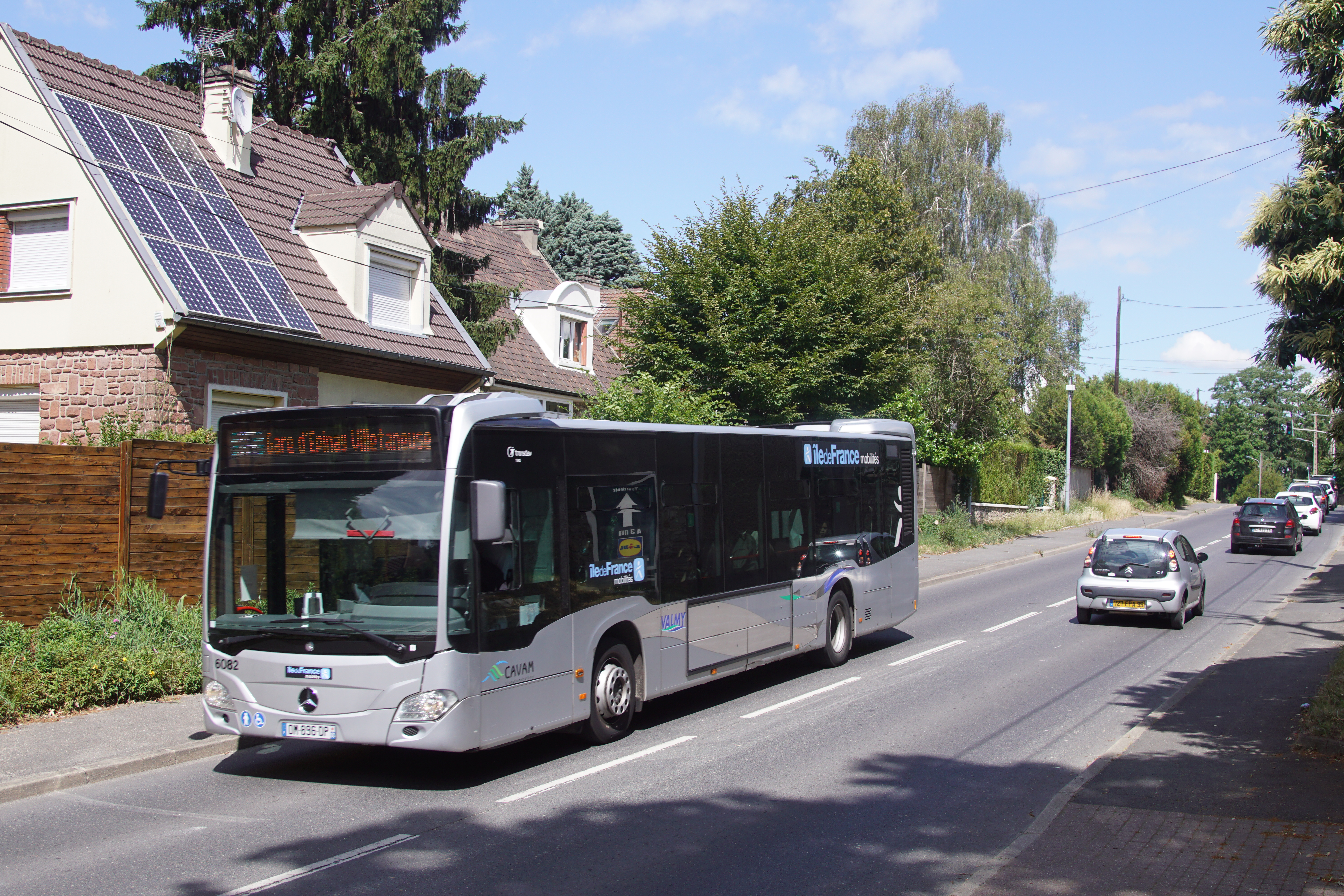
Un Mercedes-Benz Citaro de l'ancien réseau de bus Valmy photographié en 2020 où l'on distingue qu'à la suite du changement de nom du STIF en Île-de-France Mobilités, la frise qui courait le long des bus a été supprimée au profit du nouveau logo sur les bus n'ayant pas encore reçu la livrée IDFM.

#### Livrée Île-de-France Mobilités
Depuis 2018, l'ensemble des nouveaux autobus arbore une livrée bleue d'Île-de-France Mobilités concomitamment au changement de nom de l'ancien STIF et aux « contrats de type 3 ». Contrairement à livrée STIF, la livrée Île-de-France Mobilités ne donne aucune distinction entre les transporteurs à l'exception de leur logo ainsi que de la présence éventuelle de logos « Express » ou de ceux des collectivités locales.

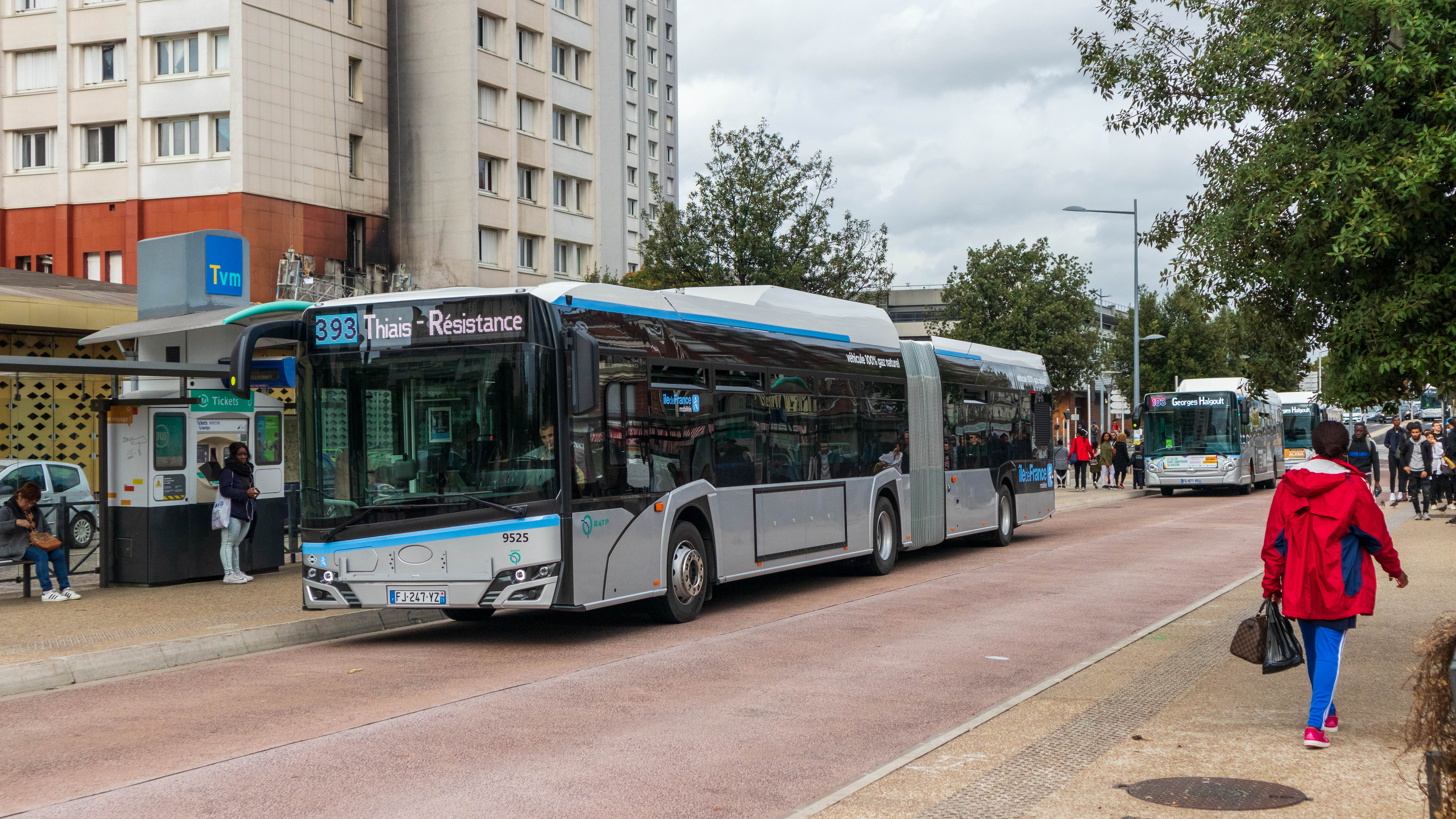
Solaris Urbino 18 de la RATP de la ligne 393 avec la livrée Île-de-France Mobilités.
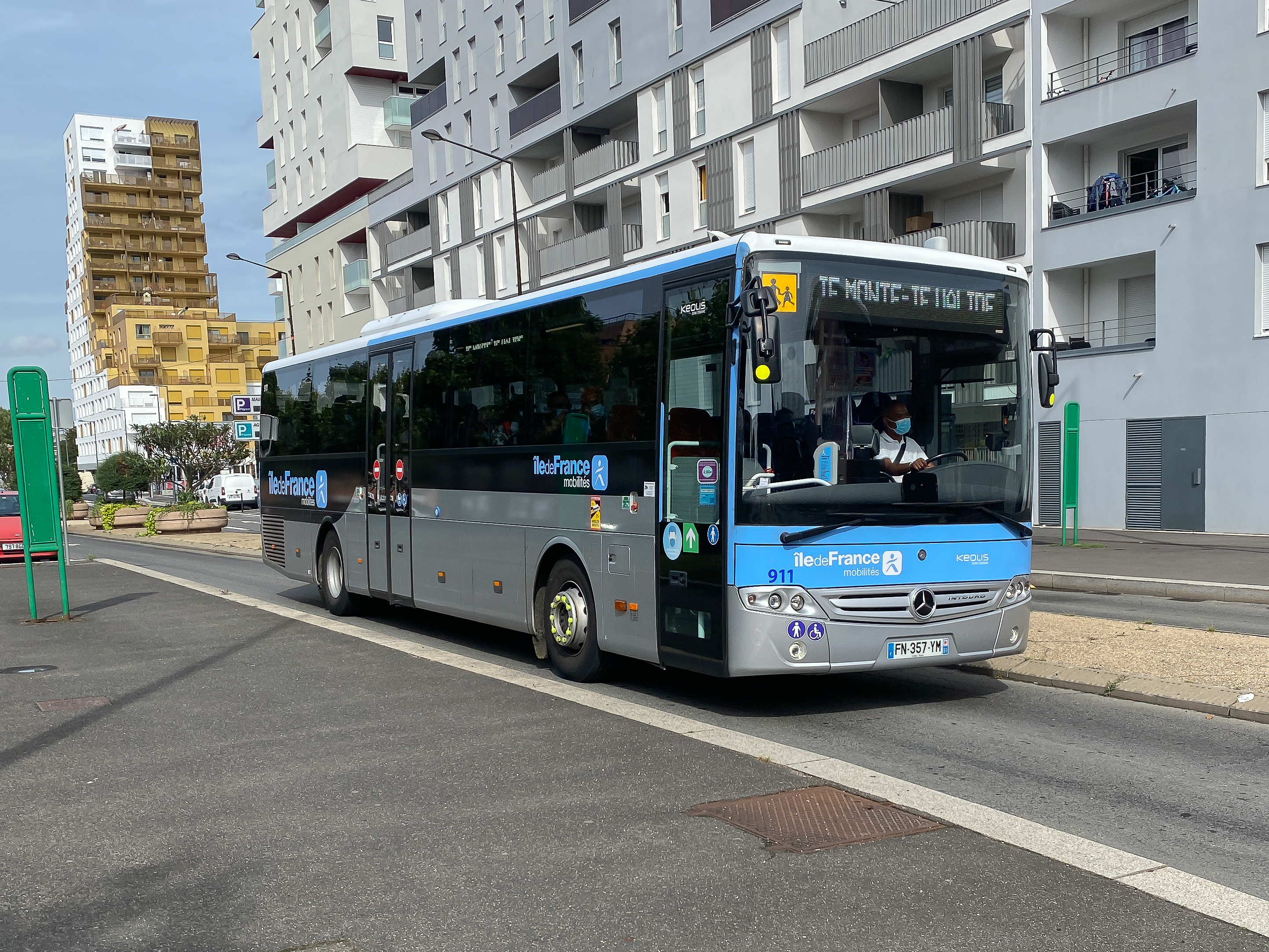
Mercedes-Benz Intouro de Keolis Seine Essonne à Évry-Courcouronnes avec la livrée Île-de-France Mobilités.
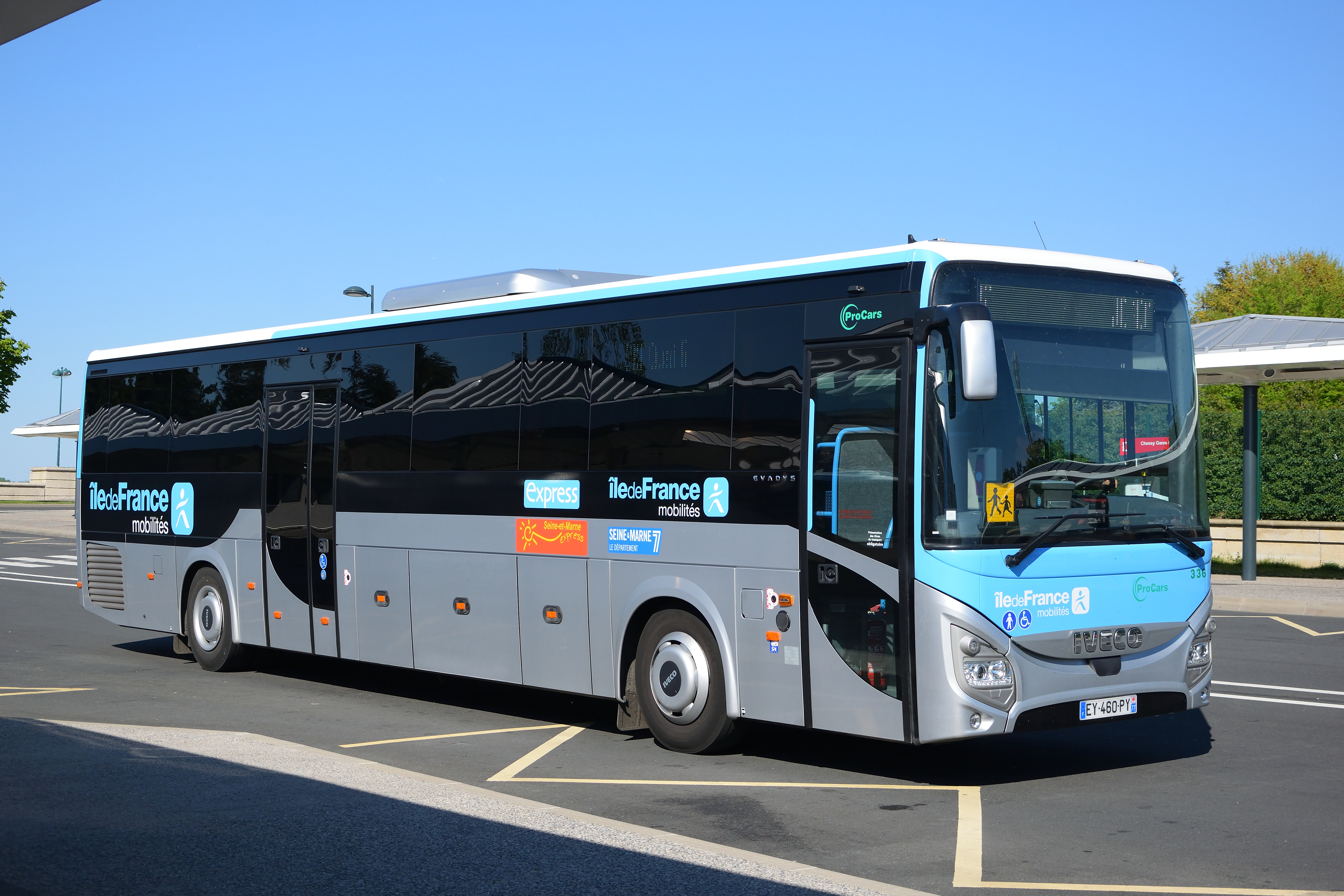
Iveco Bus Evadys Line de ProCars à la gare de Marne-la-Vallée - Chessy avec la livrée Île-de-France Mobilités complétée des logos « Express », « Seine-et-Marne-Express » et « Conseil départemental de Seine-et-Marne ».

### Lignes et points d'arrêt du réseau
En Île-de-France, le réseau de transport routier de voyageurs est composée de lignes à dessertes urbaines et interurbaines, pouvant être à haut niveau de service ou express.

#### Lignes régulières

##### Lignes du réseau de Paris et petite couronne

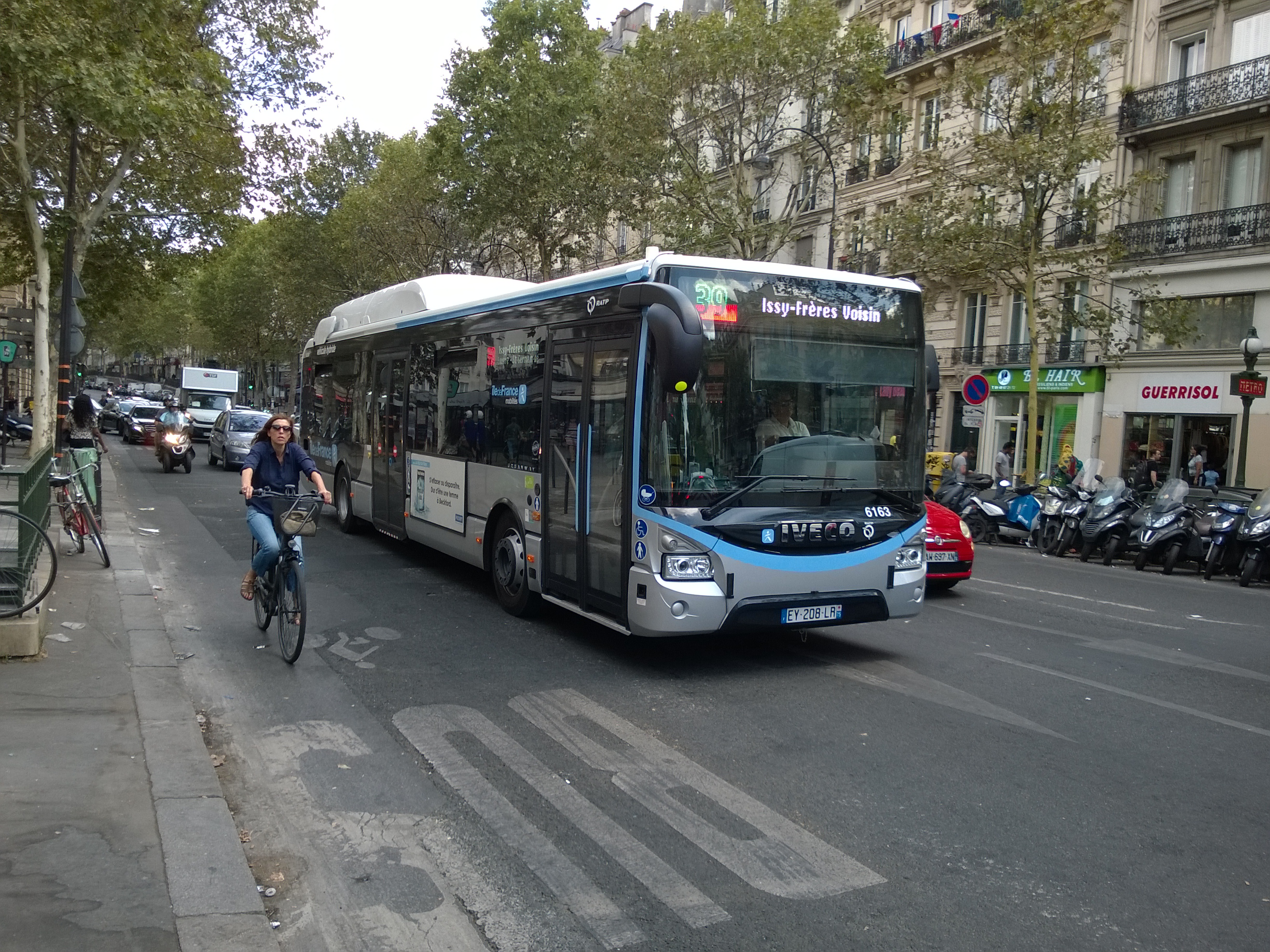
Autobus Iveco Urbanway 12 Hybride sur la ligne 39 de la RATP, livrée Île-de-France Mobilités, en juillet 2018.

Le réseau de bus et de cars de Paris et sa petite couronne est exploité par la RATP. Composé en 2021 de 314 lignes dont 61 à Paris, 221 en petite couronne et 32 pour le service Noctilien, ce réseau assure en effet la desserte de l'ensemble du territoire de la ville de Paris et la partie centrale de l'agglomération parisienne. Certaines de ces lignes desservent les aéroports parisiens (Orly et Roissy-Charles-de-Gaulle). La RATP exploite aussi des services de lignes « urbaines », principalement dans des villes de banlieue, généralement avec une participation financière des collectivités concernées (réseau Valouette, par exemple) et certaines lignes du réseau nocturne Noctilien.

###### L'ouverture à la concurrence du réseau RATP
L'ouverture à la concurrence du réseau de bus RATP couvrant essentiellement Paris et sa petite couronne est prévue au 31 décembre 2024, date à laquelle la RATP perdra progressivement son monopole sur ce réseau. Celle-ci a par ailleurs créé en février 2021 une filiale destinée à répondre « aux appels d'offres de transport urbain et suburbain en Île-de-France, en particulier sur le réseau bus actuellement exploité par la RATP » dénommée RATP Cap Île-de-France.
En effet, dans le cadre de la mise en concurrence du réseau de bus RATP, la totalité des centres bus ont déjà été regroupés en lots pouvant se rapprocher du périmètre des communautés de communes et d'agglomération du secteur, afin que les lignes de bus rattachées constituent de nouveaux réseaux de bus. De ce fait, les centres bus pourront donc être réattribués à partir de fin 2024 à la RATP via sa filiale Cap Île-de-France comme à d'autres nouvelles entreprises concurrentes, filiales des autres entreprises actuellement implantées dans la région comme Keolis, Transdev, CFTR avec « Francilité », le groupement de Lacroix et de SAVAC par exemple.

###### Les réseaux actuels Île-de-France Mobilités
La ligne 421 fait partie du réseau Marne et Brie depuis le 1er août 2025, les lignes RATP du centre bus de Bussy la rejoindront à partir du 1er novembre 2025.
| Réseau        | Département                      | Intercommunalités                                                                 | Exploitant                                     |
| ------------- | -------------------------------- | --------------------------------------------------------------------------------- | ---------------------------------------------- |
| Marne et Brie | Seine-et-Marne Seine-Saint-Denis | EPT Grand Paris - Grand Est, EPT Paris Terres d'Envol, Paris - Vallée de la Marne | Keolis Grand Paris Vallée de la Marne (Keolis) |

###### Les futurs réseaux Île-de-France Mobilités
| Réseau                | N° de DSP | Département                    | Exploitant retenu      | Conseil d'administration d'attribution | Date de mise en service | Centres bus + autres réseaux éventuels actuels                                                                     |
| --------------------- | --------- | ------------------------------ | ---------------------- | -------------------------------------- | ----------------------- | --- |
| Bords de Marne        | 45        | Val-de-Marne Seine-Saint-Denis | RATP Cap Île-de-France | novembre 2024                          | 1er novembre 2025       | Lignes de bus des centres bus des Bords de Marne et de Saint-Maur                                                  |
| Boucles Nord de Seine | 42        | Hauts-de-Seine                 | RATP Cap Île-de-France | novembre 2024                          | 1er novembre 2025       | Lignes de bus des centres bus d'Asnières et de Pleyel                                                              |
| Croix du Sud          | 40        | Hauts-de-Seine                 | ATM                    | février 2025                           | 1er mars 2026           | Lignes de bus du centre bus de Fontenay                                                                            |
| Défense Saint Cloud   | 41        | Hauts-de-Seine                 | RATP Cap Île-de-France | juillet 2025                           | 1er mai 2026            | Lignes de bus des centres bus du Point-du-Jour, de Nanterre et de Charlebourg + Lignes de bus Transdev de Nanterre |
| Massy-Juvisy          | 36        | Essonne                        | RATP Cap Île-de-France | février 2025                           | 1er mars 2026           | Lignes de bus du relais de Massy + Lignes de bus Keolis de Morangis                                                |
| Ourcq                 | 44        | Seine-Saint-Denis              | Transdev               | avril 2025                             | 1er mai 2026            | Lignes de bus des centres bus de Flandre et des Pavillons                                                          |
| Roissy Pays de France | 39        | Val-d'Oise                     | Transdev,              | 20 mai 2025                            | 1er décembre 2025       | Lignes de bus Keolis du Mesnil-Amelot                                                                              |
| Plaine Commune        | 43        | Seine-Saint-Denis              | RATP Cap Île-de-France | juillet 2025                           | 1er mai 2026            | Lignes de bus des centres bus d'Aubervilliers, de Saint-Denis et de Villiers-le-Bel                                |
| Pompadour             | 46        | Val-de-Marne                   | RATP Cap Île-de-France | juillet 2025                           | 1er août 2026           | Lignes de bus des centres bus de Thiais et de Créteil                                                              |
| Rive Droite           | 49        | Paris                          | À venir                | octobre 2025                           | 1er novembre 2026       | Lignes de bus des centres bus de Belliard, de Lagny et des Lilas                                                   |
| Rive Gauche           | 48        | Paris                          | À venir                | octobre 2025                           | 1er novembre 2026       | Lignes de bus des centres bus de Croix-Nivert, de Lebrun, de Malakoff et de Montrouge                              |
| Seine Orly            | 47        | Val-de-Marne                   | Keolis                 | juillet 2025                           | 1er août 2026           | Lignes de bus des centres bus d'Ivry et de Vitry + Lignes de bus du réseau de Seine Grand Orly                     |

##### Lignes des réseaux de moyenne et grande couronne
Le réseau de bus et de cars de la région permet la desserte de 1 100 des 1 300 communes d'Île-de-France, concentrant plus de 6 millions d'habitants. Pour ce faire, sont utilisés quotidiennement plus de 5 400 bus et cars, soit près de la moitié du parc de bus et de cars régional pour l'exploitation de plus de 1 200 lignes régulières, desservant près de 29 000 points d'arrêt, pour un chiffre d'affaires de 900 millions d'euros.

###### Les réseaux actuels Île-de-France Mobilités
Dans le cadre de la mise en concurrence du réseau bus, la quasi-totalité des lignes de bus régionales ont été regroupées en lots pouvant se rapprocher du périmètre des communautés de communes et d'agglomération du secteur, constituant de nouveaux réseaux de bus attribués progressivement à de nouvelles entreprises, filiales des entreprises actuellement implantées dans la région : Keolis, Transdev, RATP Cap Île-de-France et la CFTR avec « Francilité », le groupement de Lacroix et de SAVAC.
| Réseau                         | Département                 | Intercommunalités                                                                                                   | Exploitant                                                         |
| ------------------------------ | --------------------------- | --- | ------------------------------------------------------------------ |
| Argenteuil - Boucles de Seine  | Val-d'Oise Yvelines         | Saint Germain Boucles de Seine (partie est)                                                                         | Keolis Argenteuil Boucles de Seine (Keolis)                        |
| Bièvre                         | Hauts-de-Seine              | EPT Vallée Sud Grand Paris                                                                                          | RATP Cap Bièvre (RATP Cap Île-de-France)                           |
| Brie et 2 Morin                | Seine-et-Marne              | Coulommiers Pays de Brie, Les Deux Morin                                                                            | Transdev Brie et Deux Morins (Transdev)                            |
| Centre et Sud Yvelines         | Yvelines                    | Rambouillet Territoires, Cœur d'Yvelines, Gally Mauldre, Haute vallée de Chevreuse, Pays Houdanais, Pays de Limours | Transdev Sud Yvelines (Transdev)                                   |
| Cergy-Pontoise Confluence      | Val-d'Oise Yvelines         | Cergy-Pontoise | Francilité Seine et Oise (Groupement Lacroix et SAVAC)             |
| Cœur d'Essonne                 | Essonne                     | Cœur d'Essonne Agglomération                                                                                        | Transdev Cœur Essonne (Transdev)                                   |
| Essonne Sud Est                | Essonne                     | Val d'Essonne, Les 2 Vallées                                                                                        | Keolis Val d'Essonne 2 Vallées (Keolis)                            |
| Essonne Sud Ouest              | Essonne                     | Le Dourdannais en Hurepoix, L'Étampois Sud-Essonne, Entre Juine et Renarde, Pays de Limours (en partie)             | Francilité Ouest Essonne (Groupement Lacroix et SAVAC)             |
| Évry Centre Essonne            | Essonne Seine-et-Marne      | Grand Paris Sud (partie ouest)                                                                                      | Transports intercommunaux Seine Sénart Essonne (Keolis)            |
| Fontainebleau - Moret          | Seine-et-Marne              | Pays de Fontainebleau, Moret Seine et Loing (en partie)                                                             | Transdev Pays de Fontainebleau (Transdev)                          |
| Grand Melun                    | Seine-et-Marne              | Melun Val de Seine                                                                                                  | Transdev Melun Val de Seine (Transdev)                             |
| Grand Versailles               | Yvelines                    | Versailles Grand Parc (partie sud)                                                                                  | Transdev Versailles (Transdev)                                     |
| Haut Val-d'Oise                | Val-d'Oise                  | Haut Val-d'Oise, Vallée de l'Oise et des Trois Forêts et Carnelle Pays-de-France                                    | Keolis Nord Val d'Oise (Keolis)                                    |
| Île-de-France Ouest            | Essonne Val-d'Oise Yvelines | - | Francilité Ouest Express (Groupement Lacroix et SAVAC)             |
| Mantois                        | Yvelines                    | Grand Paris Seine et Oise (partie ouest), Les Portes de l'Île-de-France                                             | RD Mantois (RATP Cap Île-de-France)                                |
| Marne et Seine                 | Val-de-Marne                | EPT Grand Paris Sud Est Avenir                                                                                      | Transdev Coteaux de la Marne (Transdev)                            |
| Marne-la-Vallée                | Seine-et-Marne              | Marne et Gondoire, Val d'Europe Agglomération                                                                       | Transdev Marne-la-Vallée (Transdev)                                |
| Meaux et Ourcq                 | Seine-et-Marne              | Pays de Meaux, Pays de l'Ourcq                                                                                      | Transdev Marne-et-Ourcq (Transdev)                                 |
| Paris Saclay                   | Essonne                     | Paris-Saclay | RATP Cap Saclay (RATP Cap Île-de-France)                           |
| Pays Briard                    | Seine-et-Marne              | Val Briard, Les Portes Briardes Entre Villes et Forêts, L'Orée de la Brie, Brie des Rivières et Châteaux            | Keolis Portes et Val de Brie (Keolis)                              |
| Pays de Montereau              | Seine-et-Marne              | Pays de Montereau                                                                                                   | Francilité Pays de Montereau (Groupement Lacroix et SAVAC)         |
| Poissy - Les Mureaux           | Yvelines                    | Grand Paris Seine et Oise (partie est)                                                                              | Keolis Seine et Oise Est (Keolis)                                  |
| Provinois - Brie et Seine      | Seine-et-Marne              | Provinois, Bassée - Montois, Brie Nangissienne                                                                      | Francilité Grand Provinois (Groupement Lacroix et SAVAC)           |
| Roissy Est                     | Seine-et-Marne              | Roissy Pays de France (partie est), Plaines et Monts de France                                                      | Keolis Roissy Pays de France Est (Keolis)                          |
| Roissy Ouest                   | Val-d'Oise                  | Roissy Pays de France (partie ouest), Carnelle Pays-de-France                                                       | Keolis Roissy Pays de France Ouest (Keolis)                        |
| Saint-Germain Boucles de Seine | Yvelines                    | Saint Germain Boucles de Seine (partie ouest)                                                                       | Transdev Boucle des Lys (Transdev)                                 |
| Saint-Quentin-en-Yvelines      | Yvelines                    | Saint-Quentin-en-Yvelines                                                                                           | Francilité Saint-Quentin-en-Yvelines (Groupement Lacroix et SAVAC) |
| Seine Grand Orly               | Val-de-Marne                | EPT Grand-Orly Seine Bièvre (en partie)                                                                             | Keolis Ouest Val-de-Marne (Keolis)                                 |
| Sénart                         | Seine-et-Marne              | Grand Paris Sud (partie est)                                                                                        | Transdev Sénart (Transdev)                                         |
| Terres d'Envol                 | Seine-Saint-Denis           | EPT Paris Terres d'Envol                                                                                            | Transdev Nord Seine-Saint-Denis (Transdev)                         |
| Val d'Yerres Val de Seine      | Essonne                     | Val d'Yerres Val de Seine                                                                                           | Keolis Val d'Yerres Val de Seine (Keolis)                          |
| Val Parisis                    | Val-d'Oise                  | Val Parisis | Francilité Val Parisis (Groupement Lacroix et SAVAC)               |
| Vallée du Loing - Nemours      | Seine-et-Marne              | Pays de Nemours, Gâtinais-Val de Loing                                                                              | Transdev Vallée du Loing (Transdev)                                |
| Vallée de Montmorency          | Val-d'Oise                  | Plaine Vallée | Transdev Valmy (Transdev)                                          |
| Vélizy Vallées                 | Yvelines                    | Versailles Grand Parc (partie nord), Haute Vallée de Chevreuse (en partie)                                          | Keolis Vélizy Vallée de la Bièvre (Keolis)                         |
| Vexin                          | Val-d'Oise                  | Vexin - Val de Seine, Vexin Centre                                                                                  | Transdev Vexin (Transdev)                                          |

Ci-dessous, la liste non exhaustive des autres réseaux existants hors processus de mise en concurrence.
- Communauté d'agglomération Paris-Saclay : La Navette Paris-Saclay, réseau de navettes exploitées par Autocars Dominique ;
- Établissement public territorial Grand Paris Seine Ouest : Grand Paris Seine Ouest exploité par RATP, RATP Cap Île-de-France MobiCité et la SAVAC ;
- Établissement public territorial Vallée Sud Grand Paris : Vallée Sud Bus exploité par Transdev Vallée Sud Grand Paris ;
- Ville de Brie-Comte-Robert : BrieBus exploité par Transdev SETRA ;
- Ville de Rosny-sous-Bois : Titus exploité par RATP Cap Île-de-France MobiCité.

###### La renumérotation des lignes
L'ouverture à la concurrence s'accompagne à partir de l'été 2023 d'une renumérotation progressive de l'ensemble des 1500 lignes franciliennes afin de supprimer les doublons et faciliter les recherches d'horaires ; ainsi, les lignes de petite couronne auront des numéros de 100 à 499 et celles de grande couronne des numéros de 1100 à 6599. Les lignes Express reçoivent quant à elles un indicatif départemental et ont ainsi des numéro au format 77xx ou 78xx.
Si à Paris et en Petite couronne la numérotation ne devrait que peu évoluer (suppression des doublons et des indices à lettres), la Grande couronne voit une remise à plat totale de sa numérotation selon les principes suivants : le premier chiffre désigne un secteur voire un département entier, le second un sous-secteur et les deux derniers identifient la ligne de façon unique au sein de chaque sous-secteur, avec maintient du numéro existant sauf impossibilité (doublon ou ancien indice non-numérique).
Le regroupement par secteur est le suivant :
- 1 : Val-d'Oise
- 2 : nord de la Seine-et-Marne
- 3 : sud de la Seine-et-Marne
- 4 : Essonne
- 5 : ouest des Yvelines
- 6 : est des Yvelines

La numérotation en sous-secteurs se fait par réseau, ainsi le sous-secteur 5 du secteur 1 correspond à la vallée de Montmorency.
| Réseau                         | Tranche                  | Mise en application            |
| ------------------------------ | ------------------------ | ------------------------------ |
| Argenteuil - Boucles de Seine  | 64xx                     |                                |
| Bièvre                         | 4xx                      | 26 juin 2023                   |
| Brie et 2 Morin                | 24xx et 77xx             | 15 septembre 2025              |
| Centre et Sud Yvelines         | 52xx, 53xx et 78xx       | 3 mars 2025                    |
| Cergy-Pontoise Confluence      | 12xx                     | 2 septembre 2024               |
| Cœur d'Essonne                 | 45xx et 91xx             | 6 janvier 2025                 |
| Essonne Sud Est                | 43xx                     | 10 juillet 2023                |
| Essonne Sud Ouest              | 44xx                     | 2 septembre 2024               |
| Évry Centre Essonne            | 42xx et 91xx             | 6 janvier 2025                 |
| Fontainebleau - Moret          | 34xx                     | 16 septembre 2024              |
| Grand Melun                    | 36xx                     | 4 septembre 2023               |
| Grand Versailles               | 62xx                     | 8 janvier 2024                 |
| Haut Val-d'Oise                | 13xx                     | 8 avril 2024                   |
| Île-de-France Ouest            | 51xx, 52xx, 78xx et 91xx | 6 janvier 2025                 |
| Mantois                        | 54xx et 782x             | 1er septembre 2025             |
| Marne et Seine                 | 4xx                      | 8 avril 2024                   |
| Marne-la-Vallée                | 22xx                     | 22 avril 2024                  |
| Meaux et Ourcq                 | 23xx et 77xx             | 15 septembre 2025              |
| Paris Saclay                   | 46xx et 91xx             | 22 avril et 15 septembre 2025, |
| Pays Briard                    | 4xx, 31xx et 77xx        | 17 février 2025                |
| Pays de Montereau              | 33xx                     | 29 avril 2024                  |
| Poissy - Les Mureaux           | 65xx et 78xx             | 25 août 2025                   |
| Provinois - Brie et Seine      | 32xx et 77xx             | 1er août 2023 et 3 mars 2025   |
| Roissy Est                     | 21xx                     | 22 avril 2024                  |
| Roissy Ouest                   | 16xx                     |                                |
| Saint-Germain Boucles de Seine | 63xx                     |                                |
| Saint-Quentin-en-Yvelines      | 51xx                     | 22 avril 2024                  |
| Seine Grand Orly               | 2xx et 4xx               | 12 avril 2021                  |
| Sénart                         | 37xx et 77xx             | 6 janvier 2025                 |
| Terres d'Envol                 |                          |                                |
| Val d'Yerres Val de Seine      | 41xx et 91xx             | 3 mars 2025                    |
| Val Parisis                    | 14xx                     |                                |
| Vallée du Loing - Nemours      | 35xx                     | 16 septembre 2024              |
| Vallée de Montmorency          | 15xx                     | 28 août 2023                   |
| Vélizy Vallées                 | 61xx                     | 21 et 28 août 2023             |
| Vexin                          | 11xx                     |                                |

#### Lignes Noctilien

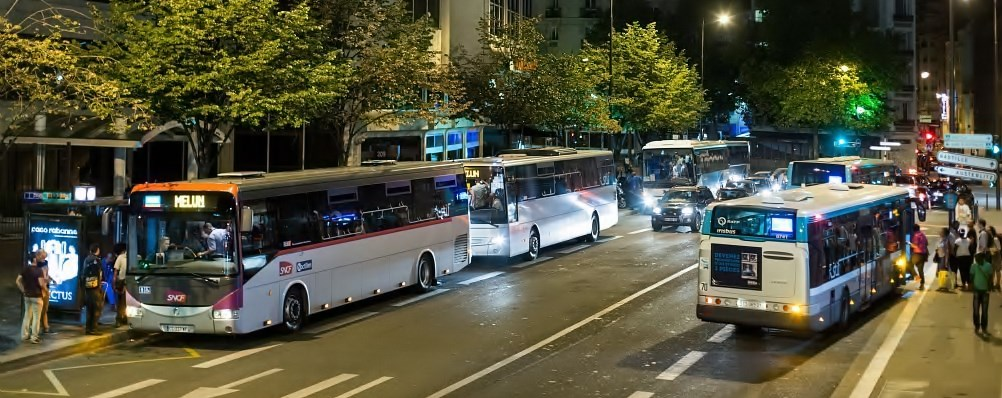
Autobus et autocars Noctilien à la gare de Lyon en 2016.

Un réseau de cinquante-deux lignes de bus de nuit, nommé « Noctilien », est exploité par la RATP et par les groupes Keolis, Transdev et RATP Cap Île-de-France, en lieu et place de la SNCF, dans le cadre de l'ouverture à la concurrence.
Ce service est le fruit de la fusion des anciens réseaux Noctambus (RATP) et Bus de Nuit (SNCF). Il fonctionne de 0 h 30 environ à 5 h 30 du matin environ, dans Paris et la quasi-totalité de l'Île-de-France (petite et grande couronne).

#### Lignes Express

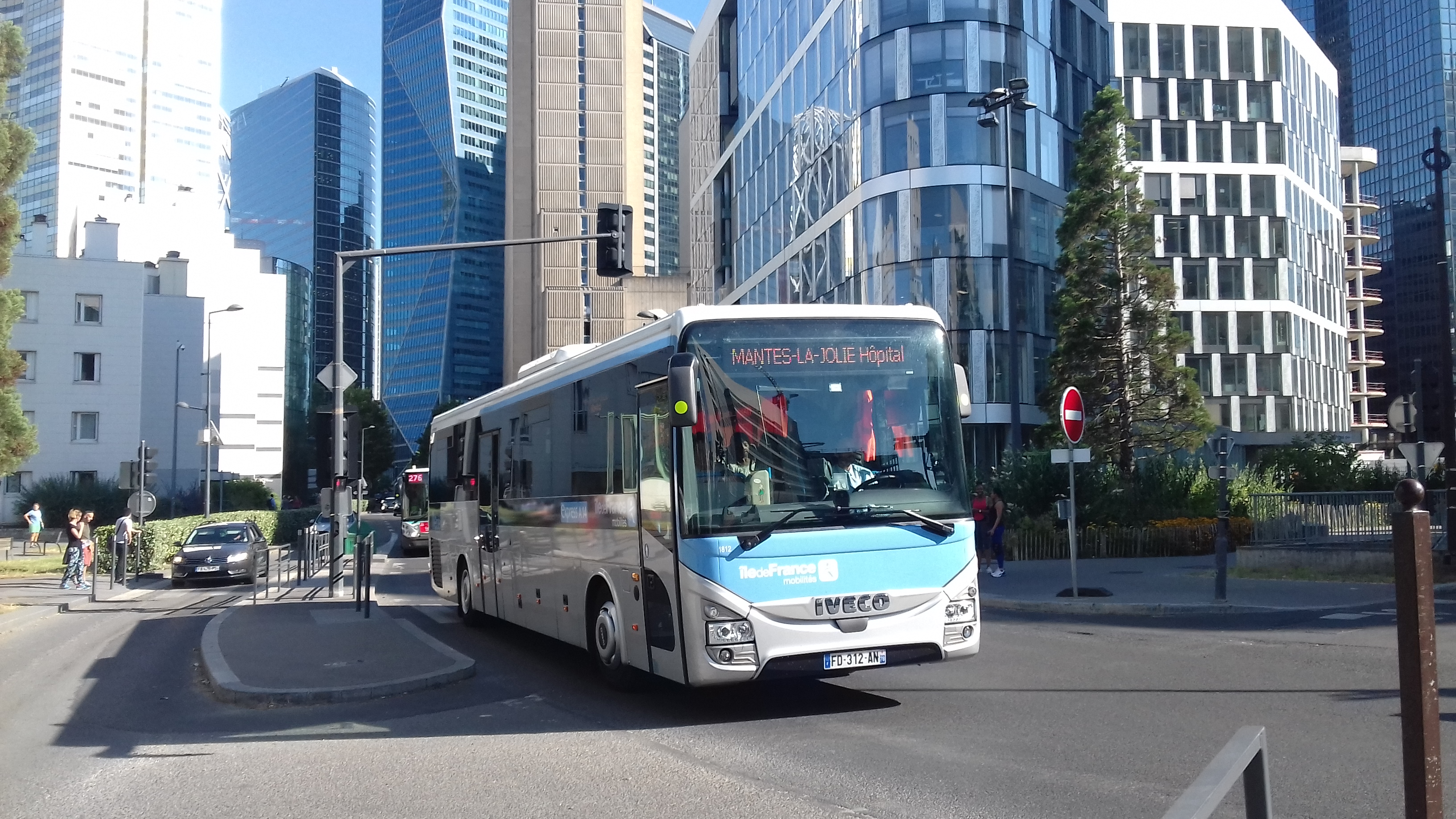
Autocar Iveco Crossway d'une ligne Express A14 d'Île-de-France Mobilités.

Depuis 2009, dans le cadre de la création du réseau de bus régional structurant Mobilien, Île-de-France Mobilités met en service de nouvelles lignes d'autobus/autocar destinées à faciliter les liaisons de pôle à pôle et de rocade, principalement en grande couronne.
Ces nouvelles lignes d'autobus dites Express 100 (anciennement Mobilien 100) circulant sur de longues distances tous les jours, sauf exception, sont regroupées au sein du réseau de bus régional structurant Express depuis le Grand Paris des Bus, voté le 22 mars 2017, avec les lignes Express A14 notamment. Depuis cette date en effet, le Syndicat des transports d'Île-de-France, devenu Île-de-France Mobilités, fait une distinction entre les lignes du réseau de bus Mobilien et du réseau de bus Express et prévoit de renforcer et de créer de nouvelles lignes Express d'ici à 2020.

#### Lignes à haut niveau de service
En Île-de-France, il y a également des lignes de bus à haut niveau de service (BHNS), lignes de bus conçues et exploitées dans le but de garantir un service proche de ce que peuvent offrir d'autres systèmes de transports en commun tels que les tramways ou les métros mais à un coût moindre, et utilisant un site propre.

##### Lignes RATP 393 et TVM

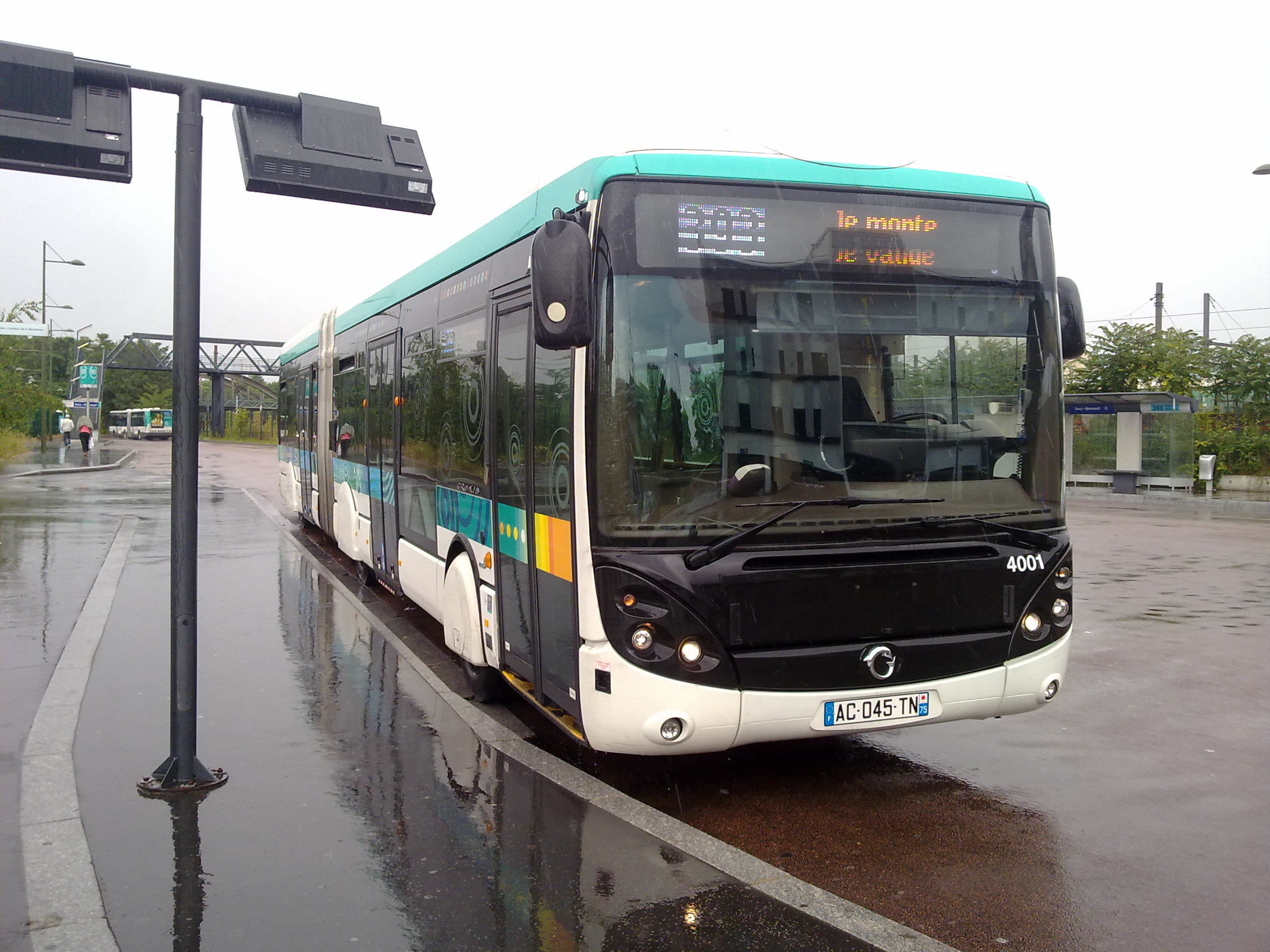
Autobus Irisbus Crealis 18 de la ligne RATP 393 près de la gare de Sucy - Bonneuil, en juillet 2017.

La RATP exploite des lignes à haut niveau de service :
- le 393 : Thiais - Carrefour de la Résistance ↔ Sucy - Bonneuil RER

Depuis le 10 septembre 2011, elle remplace l'ancienne ligne RATP 393, qui reliait, depuis 1985, la station de métro Villejuif - Louis Aragon à la gare de Sucy - Bonneuil. Intégralement établie en site propre, elle est destinée à faciliter les déplacements de banlieue à banlieue à l'intérieur du département du Val-de-Marne, en Île-de-France. Elle sera prolongée jusqu'à l'aéroport d'Orly et pourrait devenir une ligne T Zen.
- le Trans-Val-de-Marne (Tvm) : Antony - La Croix de Berny RER ↔ Saint-Maur - Créteil RER

Depuis le 1er octobre 1993, elle remplace l'ancienne ligne RATP 392, qui reliait, depuis 1969, l'arrêt Rungis - M.I.N - Porte de Thiais à la gare de Saint-Maur - Créteil. Presque intégralement établie en site propre, elle est également destinée à faciliter les déplacements de banlieue à banlieue à l'intérieur du département du Val-de-Marne, en Île-de-France. Elle pourrait potentiellement devenir une ligne T Zen.

##### Lignes du réseau T Zen

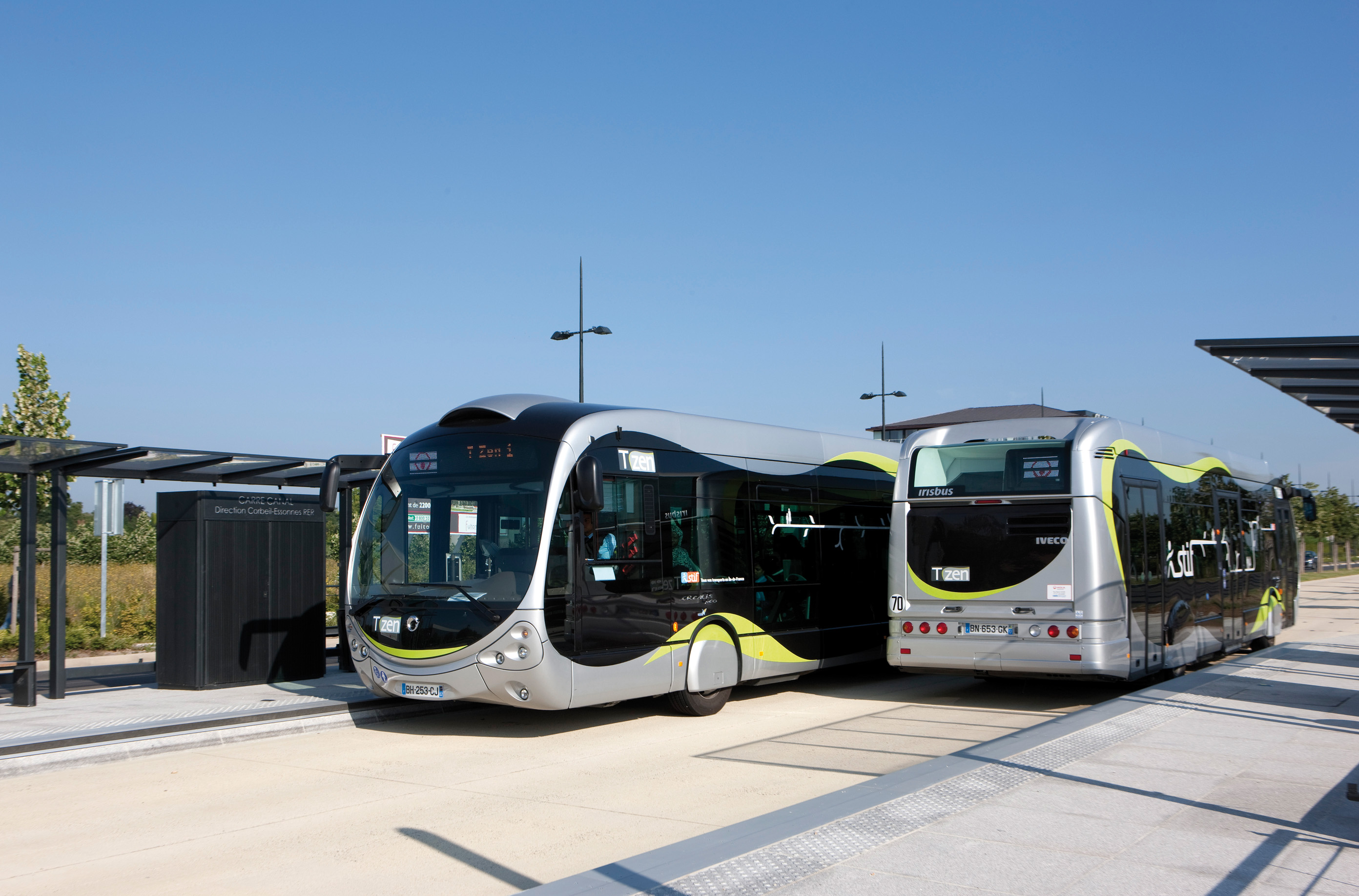
Deux autobus Irisbus Crealis Neo 12 de la ligne T Zen 1 à la station Carré-Canal, en juillet 2011.

T Zen est la dénomination du réseau de bus à haut niveau de service en site propre francilien, directement inspiré du Busway de Nantes ou des lignes fortes Cristalis de Lyon, et similaire aux lignes RATP 393 et TVM.
Les lignes préfigureraient dans certains cas, notamment si le taux de fréquentation devait le justifier, l'implantation de lignes de tramway. À ce jour (novembre 2013), seule une ligne a été mise en service :
- la ligne 1 : Lieusaint - Moissy RER ↔ Corbeil-Essonnes RER ;

Depuis le 4 juillet 2011, elle permet de relier la branche du RER D de Melun via Combs-la-Ville à celles de Melun via Corbeil et de Malesherbes via Évry-Courcouronnes et via Ris-Orangis, en desservant l'agglomération de Sénart, le siège du syndicat d'agglomération nouvelle de Sénart-Ville Nouvelle ainsi que les sites en plein essor. Majoritairement établie en site propre, elle est destinée à faciliter les déplacements de banlieue à banlieue, en Île-de-France.

##### Autres lignes à haut niveau de service
- TCSP Barreau de Gonesse
- TCSP Massy - Saint-Quentin-en-Yvelines
- Évry

D'autres lignes sont en projet. Elles sont listées dans la section projets de développement et création de lignes à haut niveau de service du présent article.

#### Lignes de transport à la demande
En Île-de-France, il y a également des lignes de transport à la demande (TàD).

##### TàD Île-de-France Mobilités
TàD Île-de-France Mobilités, anciennement Flexigo, est la dénomination du service de transport à la demande (TAD) mis en place par Île-de-France Mobilités. Il est exploité par Transdev et par Keolis en utilisant la technologie Padam Mobility. Au début de 2021, 27 lignes sont disponibles.
Île-de-France Mobilités octroie ce label et finance les services de TàD qui respectent 11 critères, parmi lesquels : non redondance avec les lignes régulières, performance économique du service et optimisation des moyens, points d'arrêt déterminés et plage horaire précisée à l'avance, recours à la centrale de réservation régionale et application de la tarification francilienne.
Le transport à la demande est organisé de deux façons différentes :
- sur une ligne virtuelle : comme sur une ligne de bus classique, le tracé et les arrêts étant définis, le bus part seulement les voyageurs ont formulé une réservation sur la ligne ;
- dans une zone : aucun tracé n'est défini. Sur un périmètre donné, en fonction de son point de départ, le voyageur peut accéder à un ou plusieurs arrêts de bus et l'itinéraire de desserte du bus dépend des demandes.

Île-de-France Mobilités envisage de couvrir 40 territoires d'ici 2024.

##### PAM

Logo du service.

PAM (Pour aider à la mobilité) est un service de transport à la demande spécialisé afin de faciliter les déplacements des personnes à mobilité réduite. Il est financé par la région Île-de-France, par Île-de-France Mobilités et par les départements qui en assurent le fonctionnement.
Ce service, disponible tous les jours, de 6 h à minuit (2 h du matin le vendredi et le samedi à Paris), nécessite une réservation au moins 48 heures à l'avance pour les demandes ponctuelles.
Les premiers services de ce type ont vu le jour durant les années 1970 par l'action d'associations dont le Groupement pour l'insertion des handicapés physiques (GIHP). Le conseil d'administration du STIF du 10 octobre 2002 voit l'approbation par ses membres du nouveau service PAM, dont la première agence, PAM 75, est mise en place le 22 novembre 2003. Le service se développe ensuite dans le reste de la région à partir du 25 avril 2005 avec la création de Filival-PAM 94, PAM 78 le 23 octobre 2006, PAM 93 le 1er octobre 2007, PAM 91 le 20 octobre 2008, PAM 77 le 3 novembre 2008, PAM 92 le 10 février 2010 et enfin PAM 95 le 3 janvier 2011.
Le 11 février 2021, le conseil d'administration d'Île-de-France Mobilités a voté en faveur de l'unification progressive du PAM dont les conditions d'accès et de tarification sont variables selon les agences et pour la mise en place d'une centrale de réservation unique à l'échelle régionale,. En effet, chaque département gère son agence par délégation de compétence d'IDF Mobilités depuis le 1er juillet 2005.
La mise en place du « PAM Francilien » débute le 1er avril 2023 avec le Val-de-Marne puis s'étend à Paris le 12 juillet, en même temps que la tarification et la centrale de réservation unique et à l'Essonne le 4 octobre 2023. Pour 2024, c'est au tour du département de Seine-et-Marne le 17 février, des Yvelines et des Hauts-de-Seine le 11 juillet puis de la Seine-Saint-Denis le 25 novembre et enfin du Val-d'Oise le 1er septembre 2025.
En outre, deux zones d'exploitation sont mises en place :
- Périmètre 1 (Essonne, Hauts-de-Seine, Paris, Val-de-Marne et Yvelines) : marché public attribué le 21 octobre 2022 au groupement entre Keolis Mobilités Paris, Keolis Mobilités Val-de-Marne, et Citémobil (78-92)[79] ;
- Périmètre 2 (Seine-et-Marne, Seine-Saint-Denis et Val-d'Oise) : marché public attribué le 6 juillet 2023 au groupement entre Keolis Mobilités Seine-et-Marne, Citémobil et Citémobil 93[80].

Les opérateurs assurent progressivement l'exploitation au fur et à mesure de la régionalisation des agences départementales.
La nouvelle tarification se fait en neuf zones tarifaires en fonction de la distance, allant de 2 € pour un trajet de moins de 15 kilomètres à 14 € pour un trajet de plus de 50 kilomètres. Le nouveau centre de services est exploité par l'entreprise Kisio.
En dehors des départements déjà couverts par le nouveau système régional « PAM Francilien », une agence départementale couvre encore l'Île-de-France : PAM 95, exploité par Transdev et Citémobil.

##### Filéo
Filéo est la dénomination du service de transport à la demande (TàD) de la plateforme de l'aéroport de Paris-Charles-de-Gaulle. Il comporte sept lignes qui se rejoignent toutes à la gare de l'aéroport Charles-de-Gaulle 1.
Ce service de transport à la demande permet aux personnes travaillant dans les entreprises situées sur la plateforme de l'aéroport de Paris-Charles-de-Gaulle de s'y rendre et d'en revenir 24 heures sur 24 et 7 jours sur 7. Filéo offre une solution alternative à l'emprunt d'une ligne régulière de bus. Il dessert l'aéroport de Roissy au départ de seize communes dans les départements du Val-d'Oise, de la Seine-Saint-Denis et de Seine-et-Marne : Arnouville, Dammartin-en-Goële, Garges-lès-Gonesse, Gonesse, Goussainville, Le Mesnil-Amelot, Le Thillay, Longperrier, Mitry-Mory, Othis, Roissy-en-France, Sarcelles, Tremblay-en-France, Villeneuve-sous-Dammartin, Villeparisis et Villiers-le-Bel.

##### Bus Soirée
Depuis les années 2010, Île-de-France Mobilités a créé des lignes « Bus Soirée », anciennement Flexo, au départ des gares et fonctionnant en général entre 21 h et 1 h du matin en relais des lignes régulières. Lors de la montée dans le bus, l'usager doit indiquer au conducteur son arrêt de descente dans une zone définie selon chaque Bus Soirée.
Au 1er août 2023, 36 services de ce type existent.

##### Autres services de TàD
Il existe d'autres services non labellisé TàD Île-de-France Mobilités.
- Clam'Express, à Clamart, exploité dans le cadre du réseau de bus Vallée Sud Bus et utilisant la technologie Padam Mobility ;
- Le Centre communal d'action sociale de Montreuil propose un service de transport à la demande pour les personnes à mobilité réduite, exploité par RATP Dev avec la technologie Karhoo[85].

#### Transports scolaires
Île-de-France mobilités contribue aux transports scolaires, via les lignes régulières routières et ferrées, ou à l'aide de services spécialisés adaptés.
Ces services spécialisés sont :
- des circuits scolaires spéciaux[87] ;
- des transports scolaires adaptés pour les élèves et les étudiants en situation de handicap[88].

##### Lignes du réseau SNCF Transilien
La SNCF assure dans le cadre de son activité Transilien, durant la journée, l'exploitation de lignes de bus de substitution aux trains, à la suite de fermetures de gares, de lignes ou portions de lignes, ou afin de faire face à un arrêt prématuré dans la soirée de l'exploitation ferroviaire d'une portion de ligne. La nuit, elle assure l'exploitation d'une partie des lignes de bus Noctilien de N100 à N199.

#### Points d'arrêt du réseau

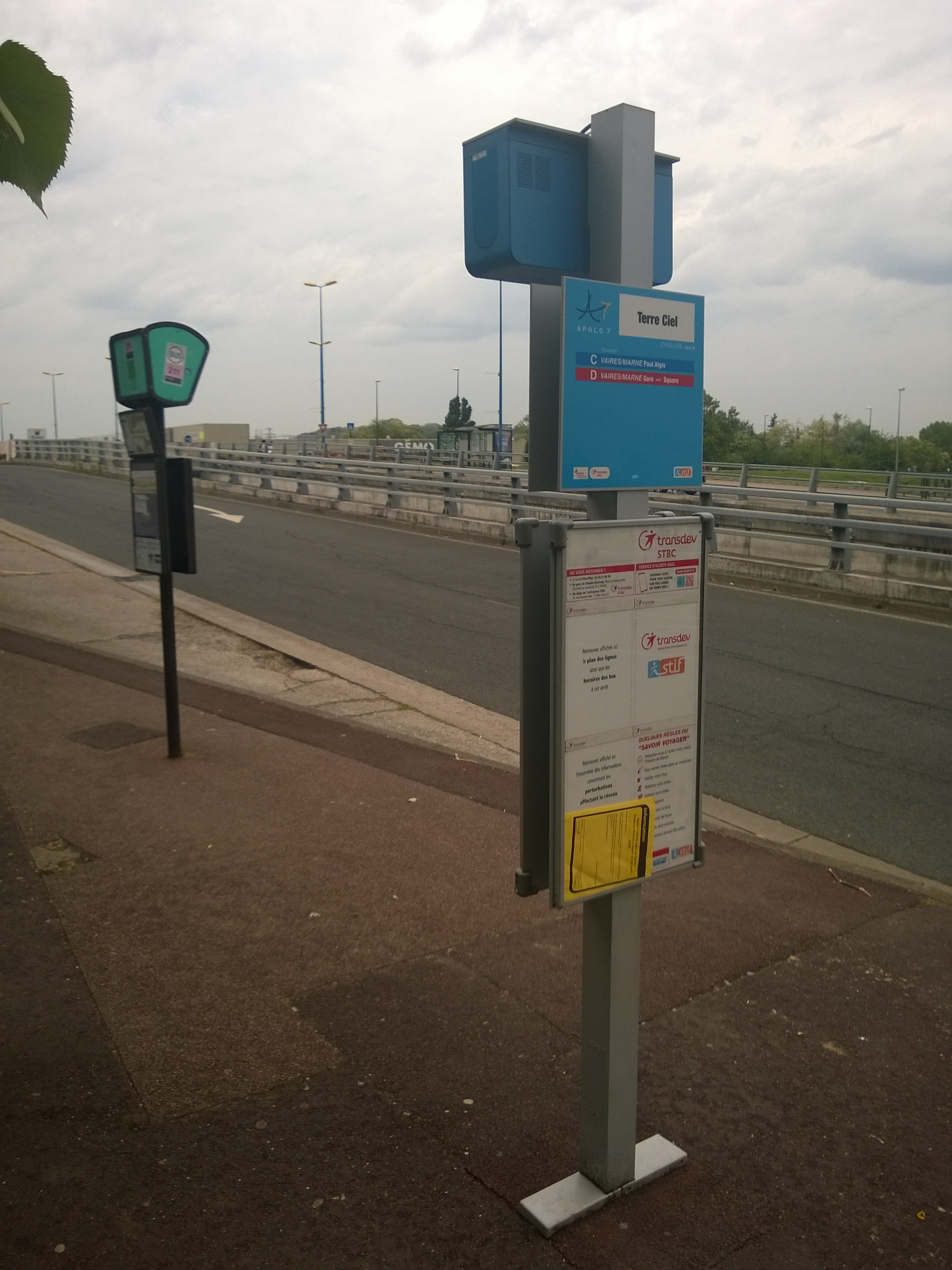
Poteaux d'arrêt des réseaux de bus Apolo 7 et RATP (mai 2018).

Les points d'arrêt des lignes du réseau de transport routier de voyageurs d'Île-de-France sont matérialisés par des potelets indicateurs, où les conducteurs de bus ont l'obligation de déposer les clients ou de faire monter ceux qui les hèlent. Ces potelets changent d'aspect selon les époques et la situation géographique, en moulages lisses ou ouvragés, en acier ou en fonte. Ces poteaux indiquent les lignes desservant cet arrêt, éventuellement avec les horaires des passages et leur tracé schématique.
Faisant partie du mobilier urbain, quand la voirie le permet, les arrêts peuvent comporter un ou plusieurs abris couverts (aubette, Abribus) pour se prémunir des intempéries, généralement vitrés, et parfois complétés de petits kiosques de vente de titres de transport. Les abris permettent d'afficher un plan de réseau et d'y disposer des sièges.
Les arrêts de bus peuvent également être équipés de bornes d'information voyageurs afin d'informer en temps réel les voyageurs du temps d'attente avant l'arrivée des prochains bus et de les renseigner en cas d'incident ou de perturbation. Ils sont également souvent surélevés afin de permettre aux personnes à mobilité réduite de monter plus facilement dans les autobus équipés de planchers plats.
Lorsqu'un ensemble des lignes différentes disposent d'arrêts de bus regroupés dans un même ensemble en zone privée, d'une taille conséquente, donnant une correspondance avec un mode ferré de transport en commun et fournissant par exemple d'autres services comme l'achat de titres de transport, on parle alors de gare routière ou de pôle d'échanges dans son appellation moderne. Il en existe de nombreux en Île-de-France.

### Exploitation du réseau

#### Amplitude horaire

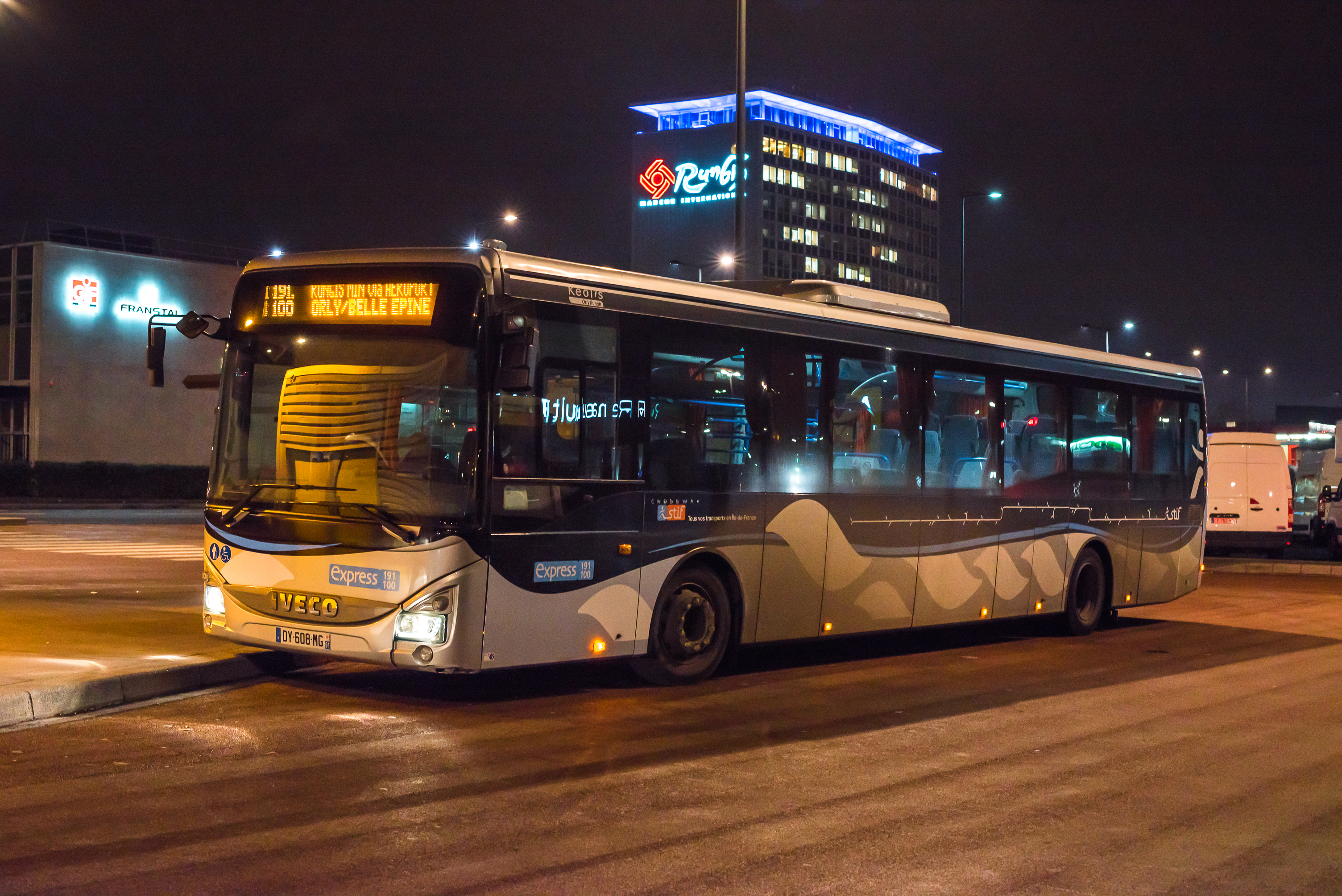
Un Crossway LE à l'arrêt Marché d'intérêt national de Rungis de la ligne 191-100 du réseau de bus Val d'Yerres Val de Seine, qui a la particularité de fonctionner 24h/24.

Le réseau de transport routier de voyageurs francilien fonctionne chaque jour de l'année, 24 h sur 24, grâce à la coexistence de deux réseaux : le réseau diurne et le réseau nocturne (Noctilien).
La journée, dans une fourchette globalement comprise entre 5 h du matin et 1 h du matin, les sous-réseaux du réseau diurne fonctionnent (réseau RATP, réseaux des adhérents Optile, réseau SNCF Transilien et réseau T Zen). Certaines lignes des sous-réseaux ne fonctionnent pas en dehors des heures de pointe, en soirée (après 20 h 30/21 h ou après 22 h 30), les samedis et/ou les dimanches et fêtes. Sur certaines lignes, le service est prolongé d'une heure, les vendredis, samedis et veilles de fêtes.
La nuit, entre 0 h 30 et 5 h 30 du matin, les lignes du réseau nocturne (Noctilien) prennent le relais. Ce réseau coexploité par la RATP et la SNCF assure la desserte de Paris intra-muros et de presque toute l'Île-de-France (grande et petite banlieue), en remplacement des sous-réseaux diurnes.

#### Matériel roulant
Le matériel roulant du réseau est composé d'autobus de longueurs diverses et aménagés différemment selon les lignes et les besoins (pour lignes BHNS par exemple), et d'autocars.

##### Autobus
La majorité des lignes de bus d'Île-de-France sont exploitées à l'aide d'autobus car ces derniers effectuent des trajets urbains ou périurbains dans lequel la vitesse des véhicules est relativement faible et les arrêts fréquents. La station debout y est autorisée et les autobus les plus récents sont surbaissés afin de faciliter la montée et la descente des passagers à mobilité réduite (handicapés, personnes âgées, personnes avec poussettes).
En Île-de-France, les autobus sont réparties par famille : les minibus (8 à 30 places assises), les midibus (8 à 11 mètres de longueur, 70 à 80 passagers transportés, gabarit réduit pour rues étroites), les bus standard (12 mètres de longueur, 100 passagers transportés) et les bus articulés (ou bus accordéon) (18 à 18,5 mètres de longueur, 200 passagers transportés, conception pour lignes urbaines à fort trafic). Ils fonctionnent soit au diesel, au gaz naturel, à l'électricité ou de manière hybride (fonctionnement au diesel et à l'électricité).
En 2020, l’autorité organisatrice Île-de-France Mobilités se fait livrer les premiers véhicules qu'elle a acquis. Ils sont confiés aux transporteurs assurant les délégations de service public mises en place à la suite de l'ouverture à la concurrence des réseaux de bus en Île-de-France, et sont équipés d’une numérotation propre à cette autorité.
En Île-de-France, on trouve notamment les autobus des constructeurs suivants :
- Heuliez : GX 117, GX 127, GX 137, GX 317, GX 327, GX 327 BHNS, GX 337, GX 427, GX 427 BHNS, GX 437 ;
- Iveco Bus :
  - Agora : Agora Standard, Agora L(ong), Agora Line ;
  - Citelis : Citelis 12, Citelis Line, Citelis 18 ;
  - Crealis, version BHNS du Citelis : Crealis Neo 12 ;
  - Urbanway : Urbanway 12, Urbanway 18 ;
- MAN Truck & Bus : Lion's City (Lion's City, Lion's City G, Lion's City GL) ;
- Mercedes-Benz : Citaro (Citaro 12m, Citaro G, Citaro Low Entry…) ;
- Scania : Omnicity 12m, Omnicity 18m, Citywide LF, Citywide LFA ;
- Solaris : Urbino 12, Urbino 18.

Galerie de photographies
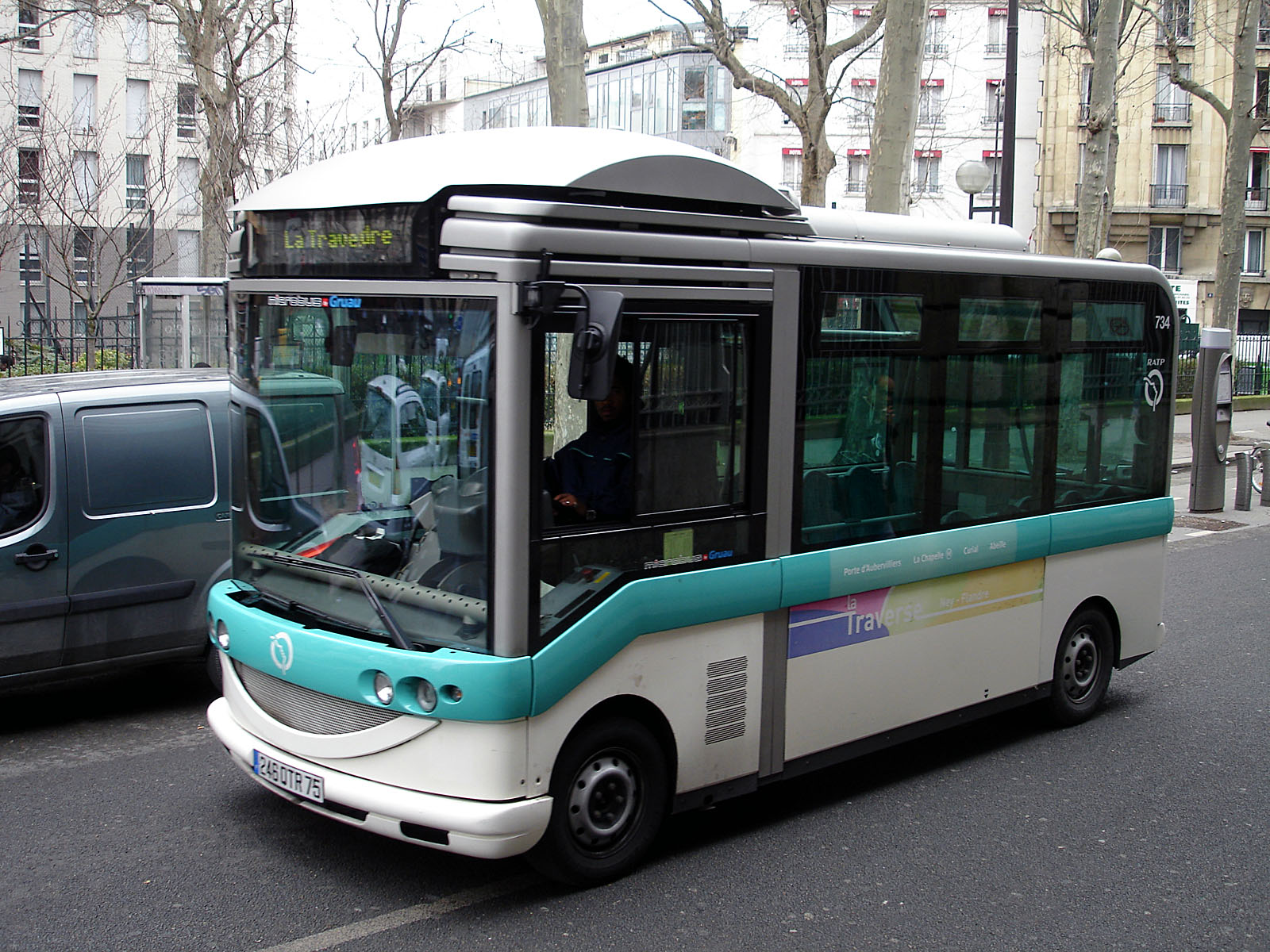
Gruau Microbus de la RATP.
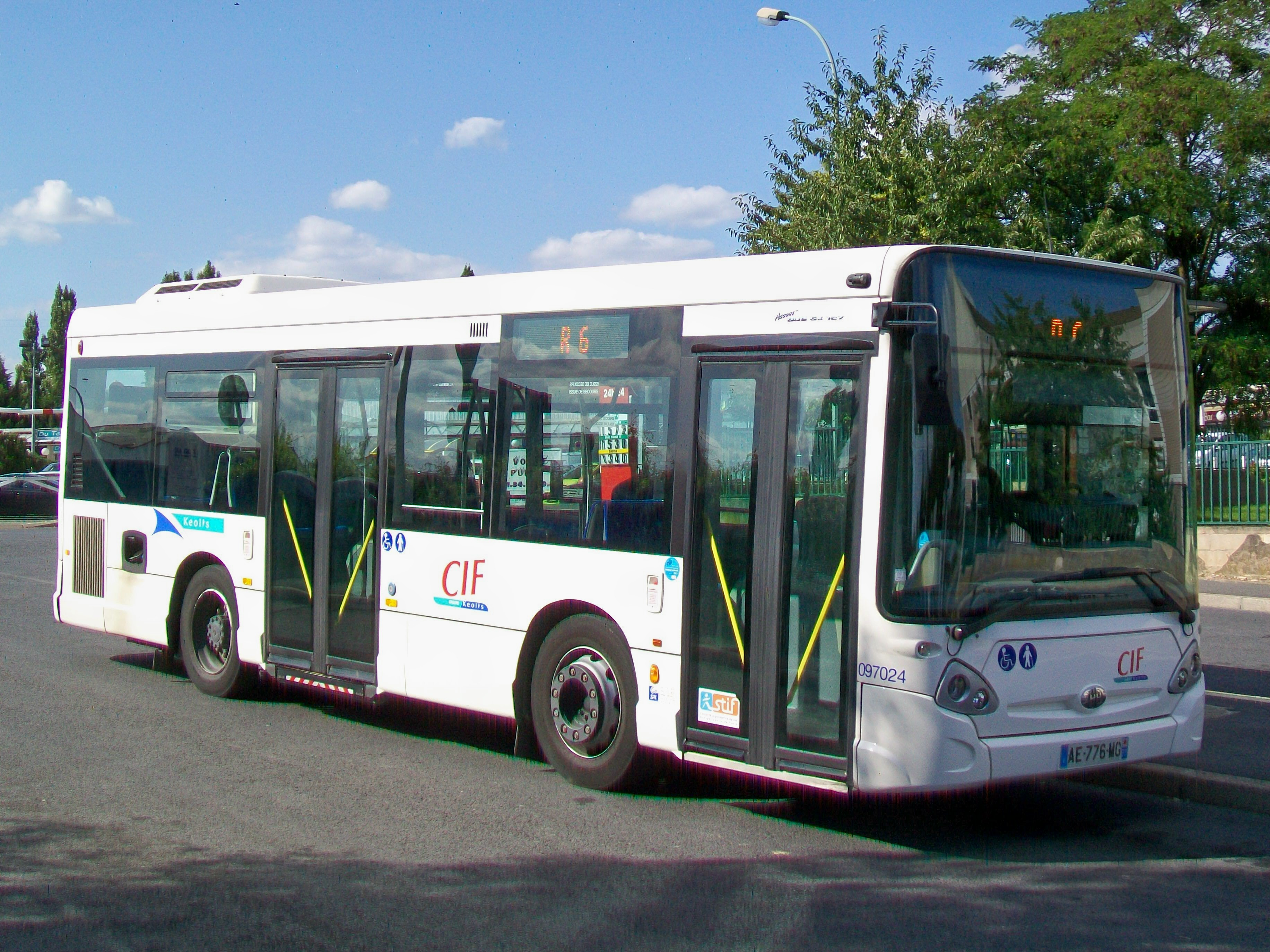
Midibus (Heuliez GX 127 des CIF).
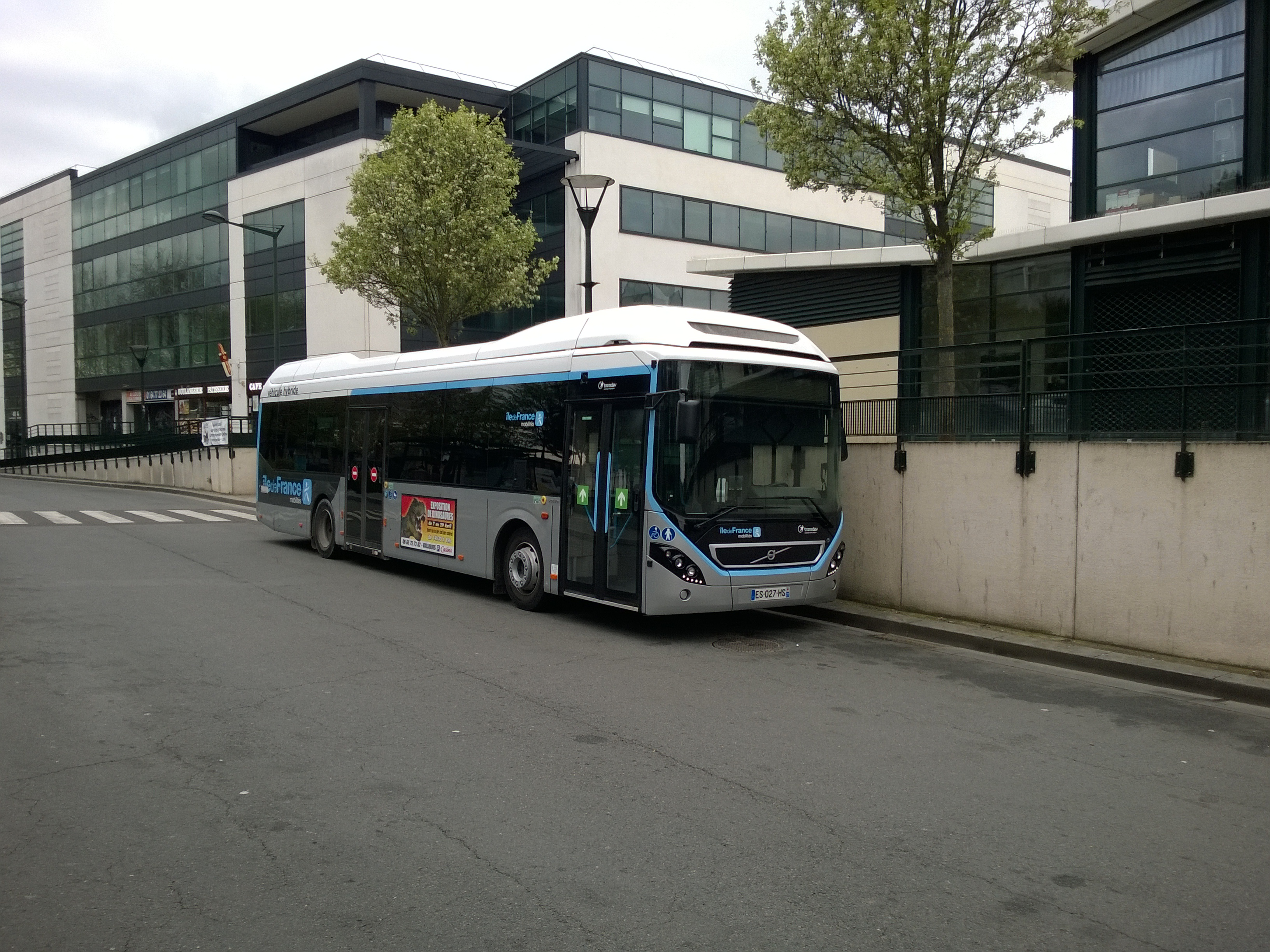
Autobus standard (Volvo 7900 Hybride d'Apolo7).
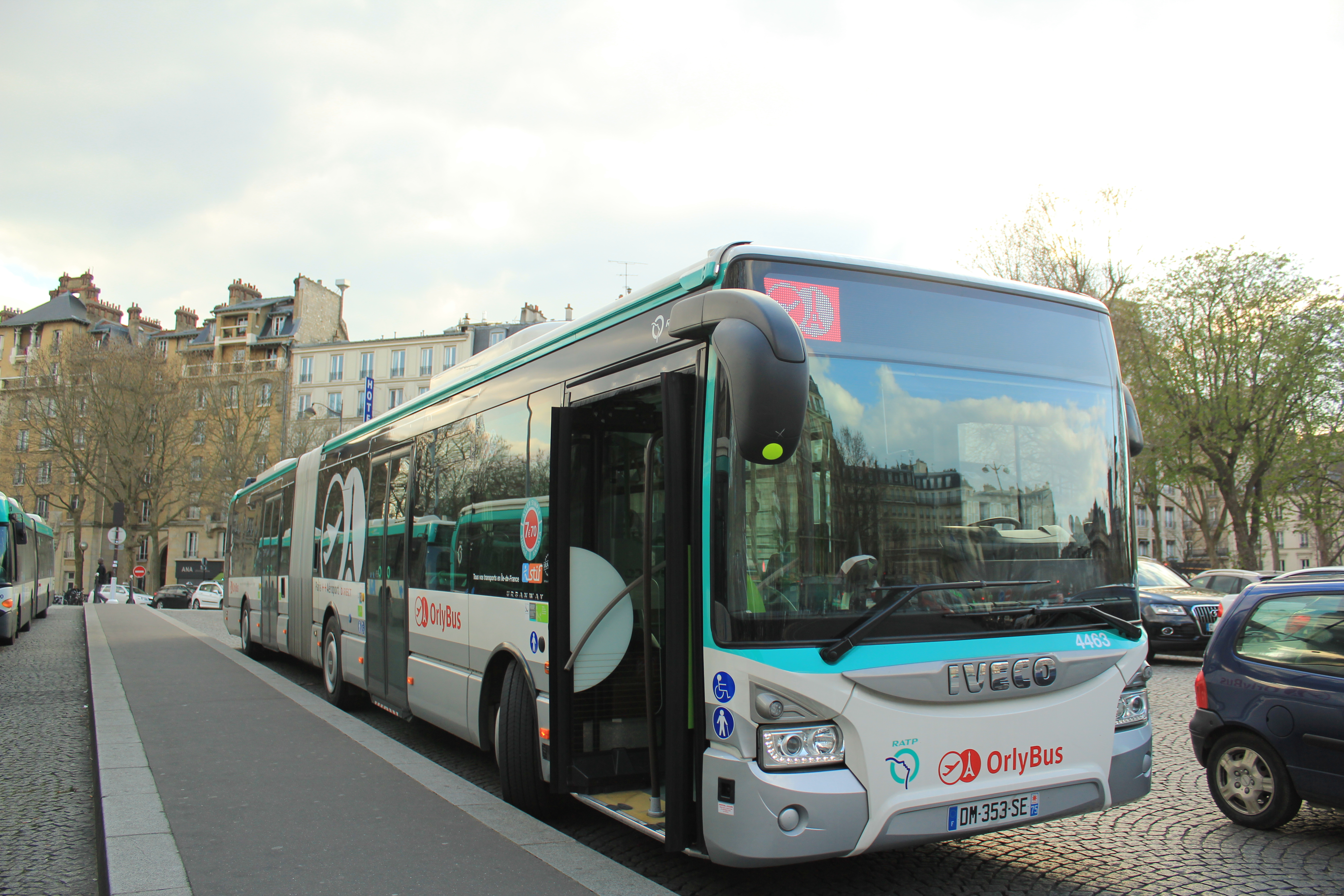
Autobus articulé (Iveco Urbanway 18 de la RATP).
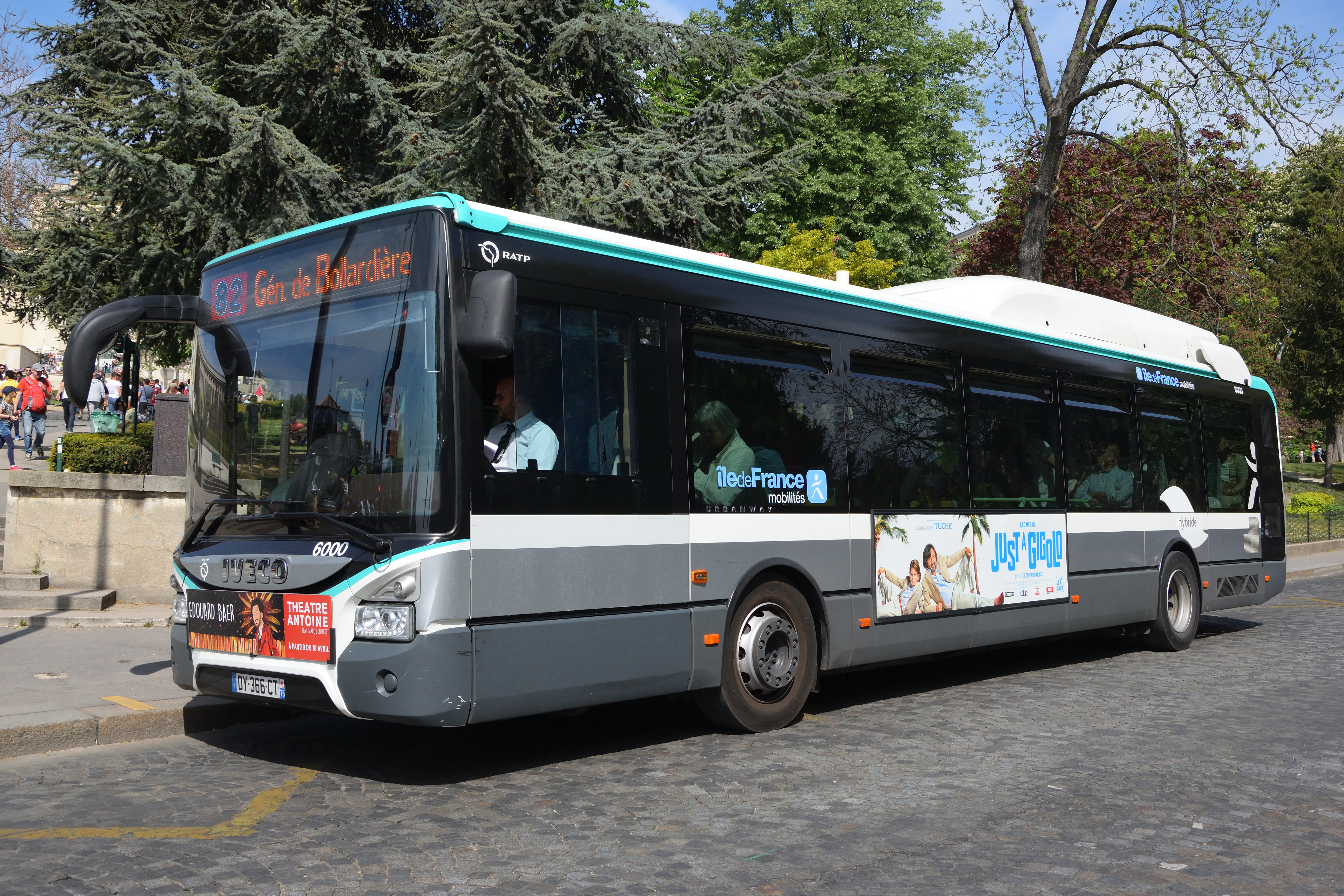
Autobus standard (Iveco Urbanway 12 Hybride de la RATP).

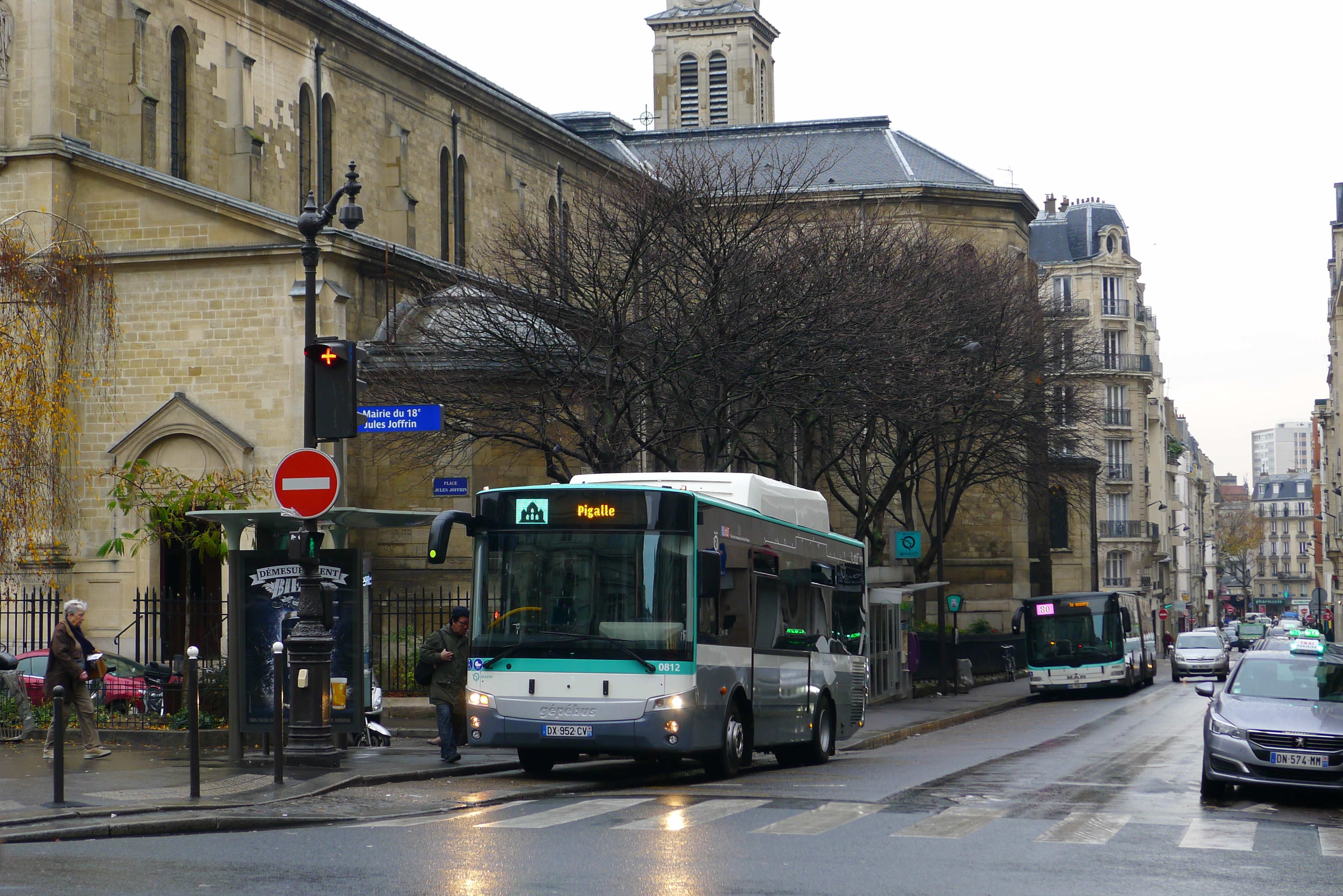
Autobus électrique (Gépébus Oréos 4X de la RATP).
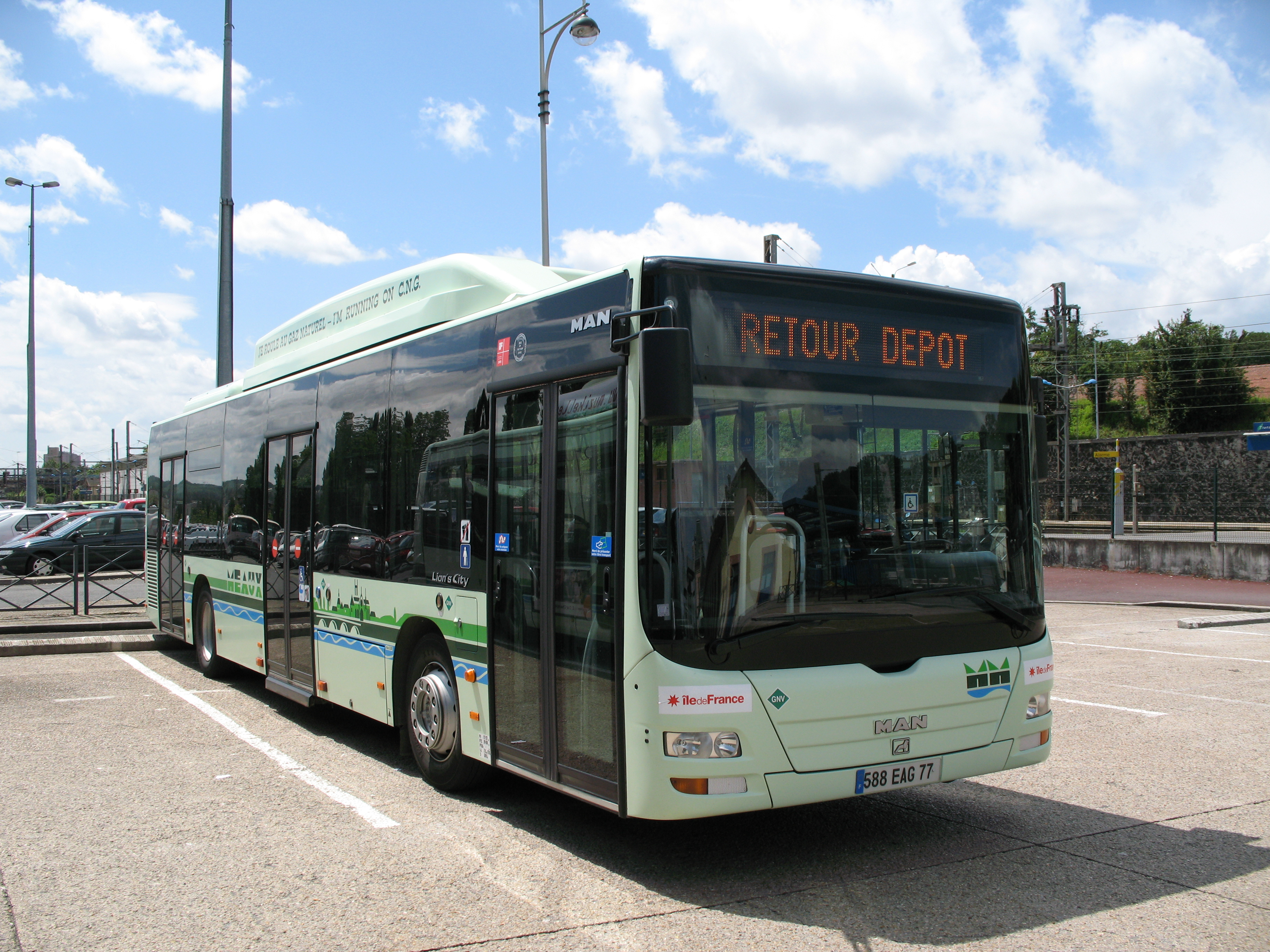
Autobus roulant au gaz naturel (MAN Lion's City GNV de Transdev Marne et Morin).
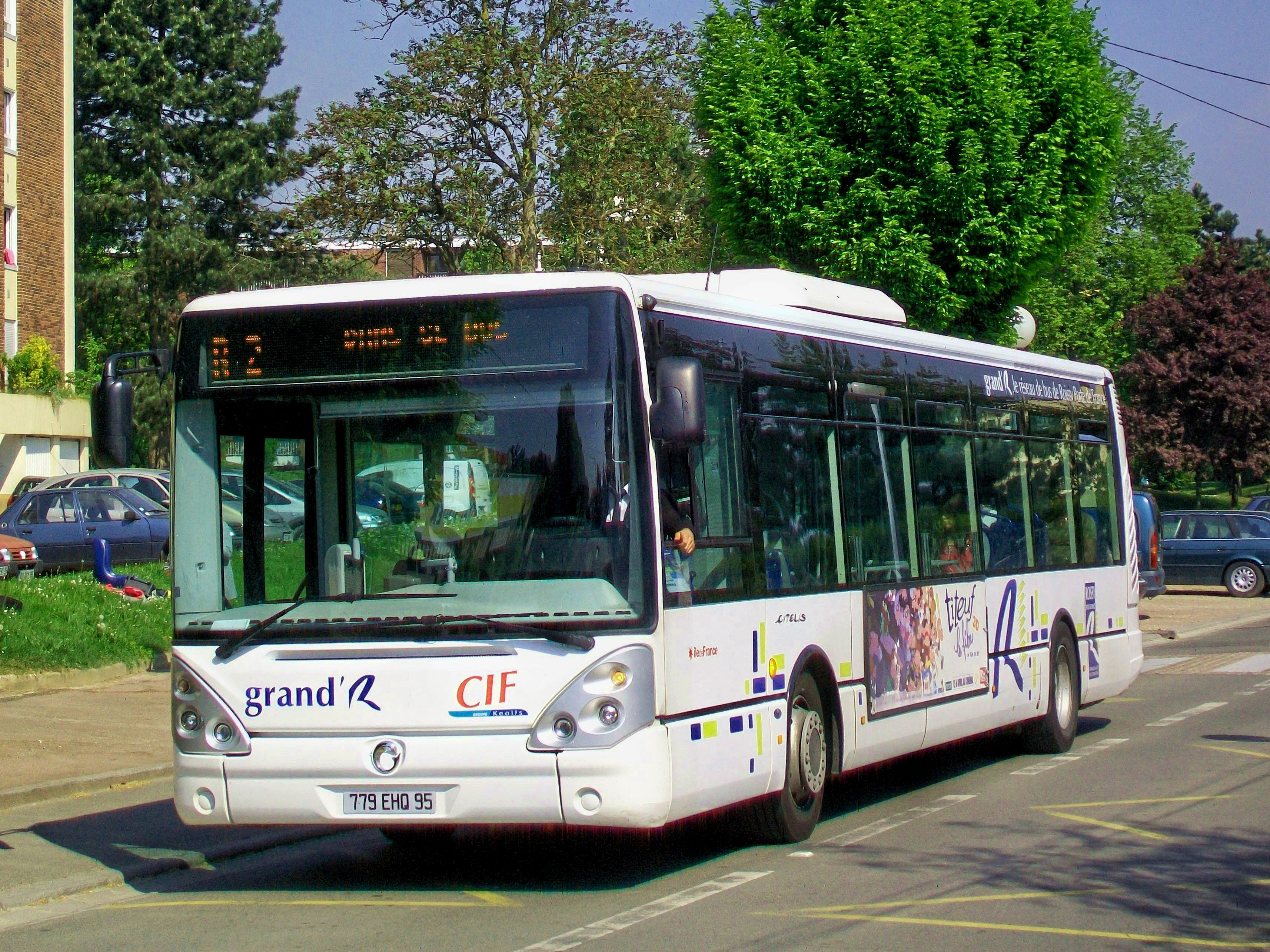
Autobus Irisbus Citelis 12 du réseau de bus Grand R, en avril 2011.
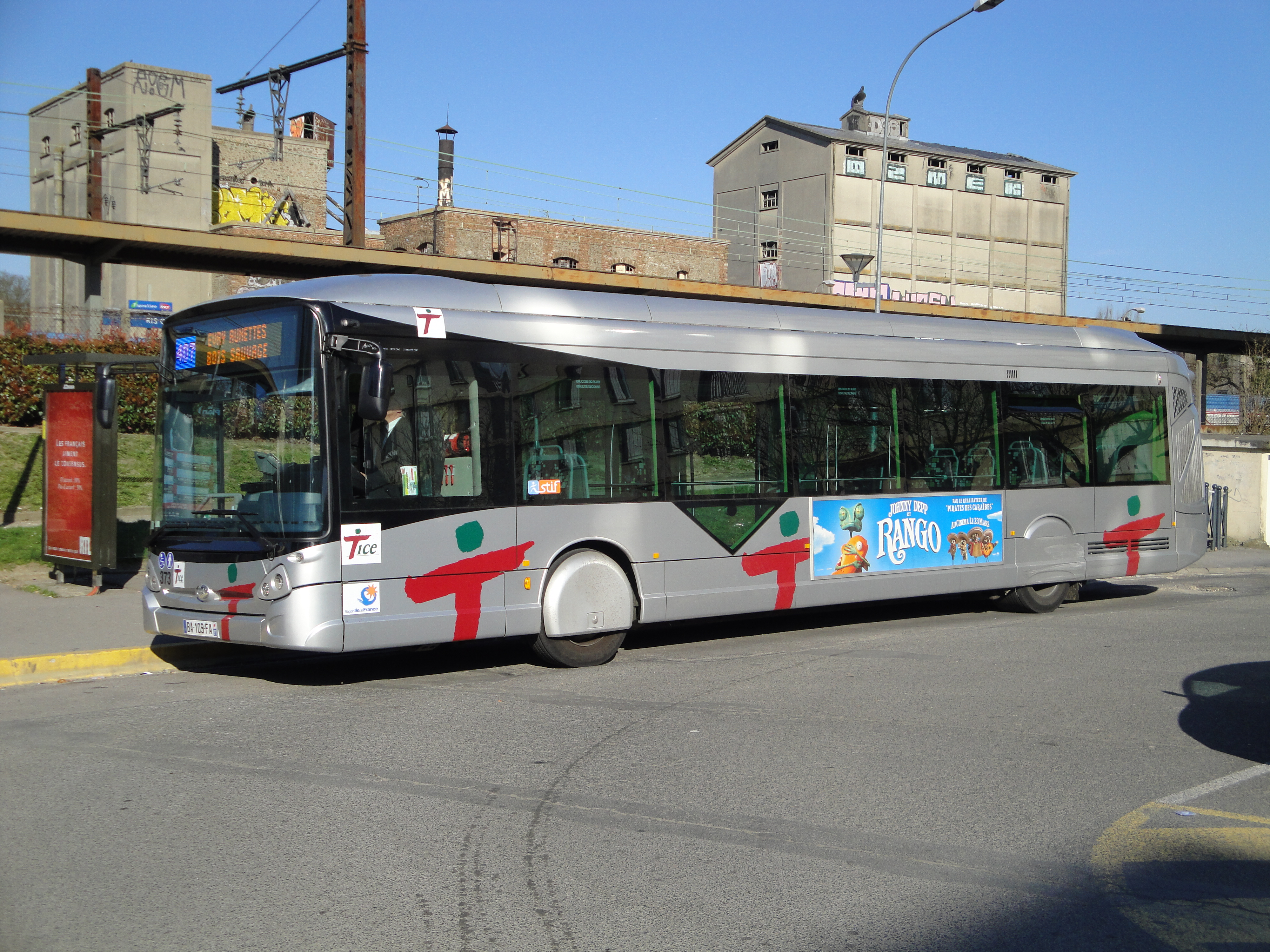
Autobus Heuliez GX 327 BHNS du réseau de bus TICE à la gare de Ris-Orangis, en mars 2011.
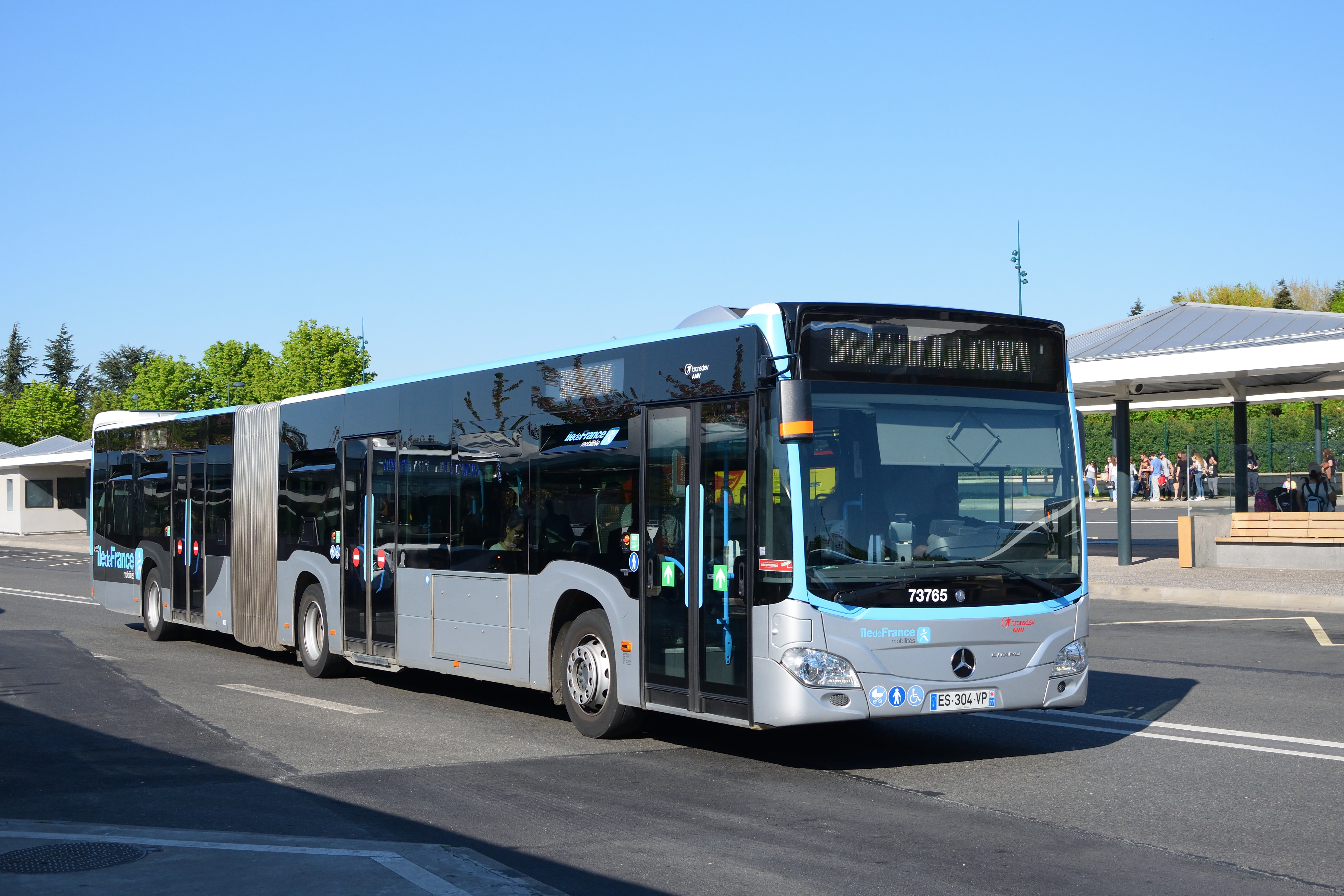
Autobus articulé Mercedes-Benz Citaro G C2 du réseau de bus de Marne-la-Vallée à la gare de Marne-la-Vallée - Chessy RER sur la ligne 34 en avril 2019.

##### Autocars

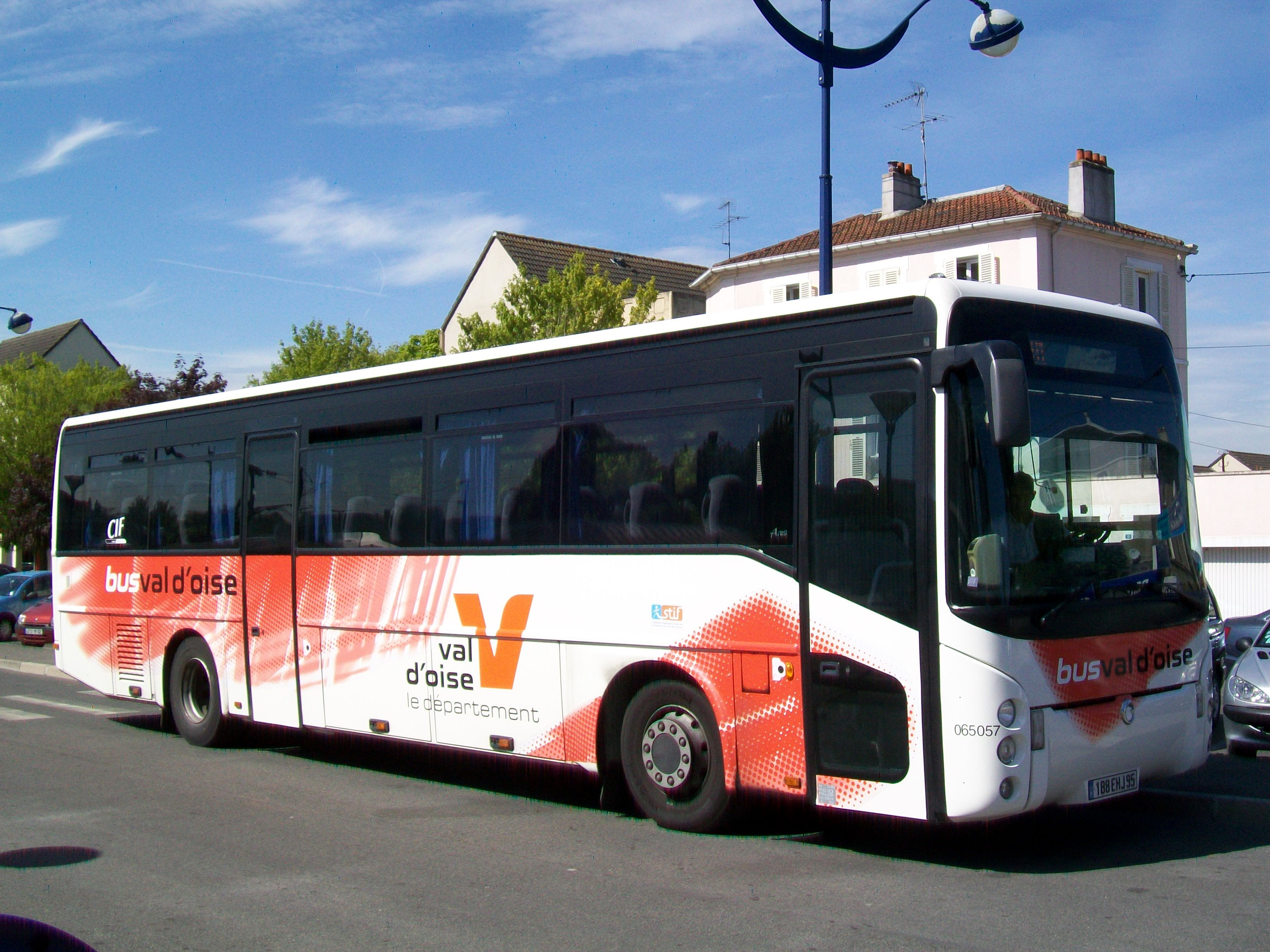
Autocar Irisbus Ares du réseau de bus Busval d'Oise à la gare de Survilliers - Fosses, en mai 2011.

Les autres lignes utilisent des autocars pour les liaisons interurbaines, dans lesquels les voyageurs sont obligatoirement assis. Ils sont équipés de soutes, où les passagers peuvent déposer leurs bagages encombrants, situées sous l'habitacle ; par conséquent, les autocars ont une hauteur sensiblement plus élevée que celle des autobus. Ces derniers sont surtout conçus pour effectuer des trajets moins longs.
En Île-de-France, on peut trouver, par exemple, des Iveco Bus (Ares, Crossway…), Mercedes-Benz (Intouro), Setra, etc.

##### Remisage et entretien
Le remisage et l'entretien du matériel roulant est effectué au sein d'un « dépôt » appelé « centre bus » à la RATP et « centre opérationnel bus » par Île-de-France Mobilités. Cet espace plus ou moins vaste, peut être couvert ou à « ciel ouvert ». Les véhicules sont garés dans l'ordre de leur départ du lendemain. À la rentrée au centre bus, des capteurs indiquent au machiniste receveur où il doit garer sa voiture mais aussi reçoivent les signalements de réparations à effectuer.
En Île-de-France, chaque transporteur possède au moins un dépôt pour chaque réseau de bus local, où les conducteurs se rejoignent pour sortir les bus afin de globalement les mettre en service en début de journée et les rentrer au dépôt à la fin du service du conducteur ou de la ligne.

#### Information voyageurs

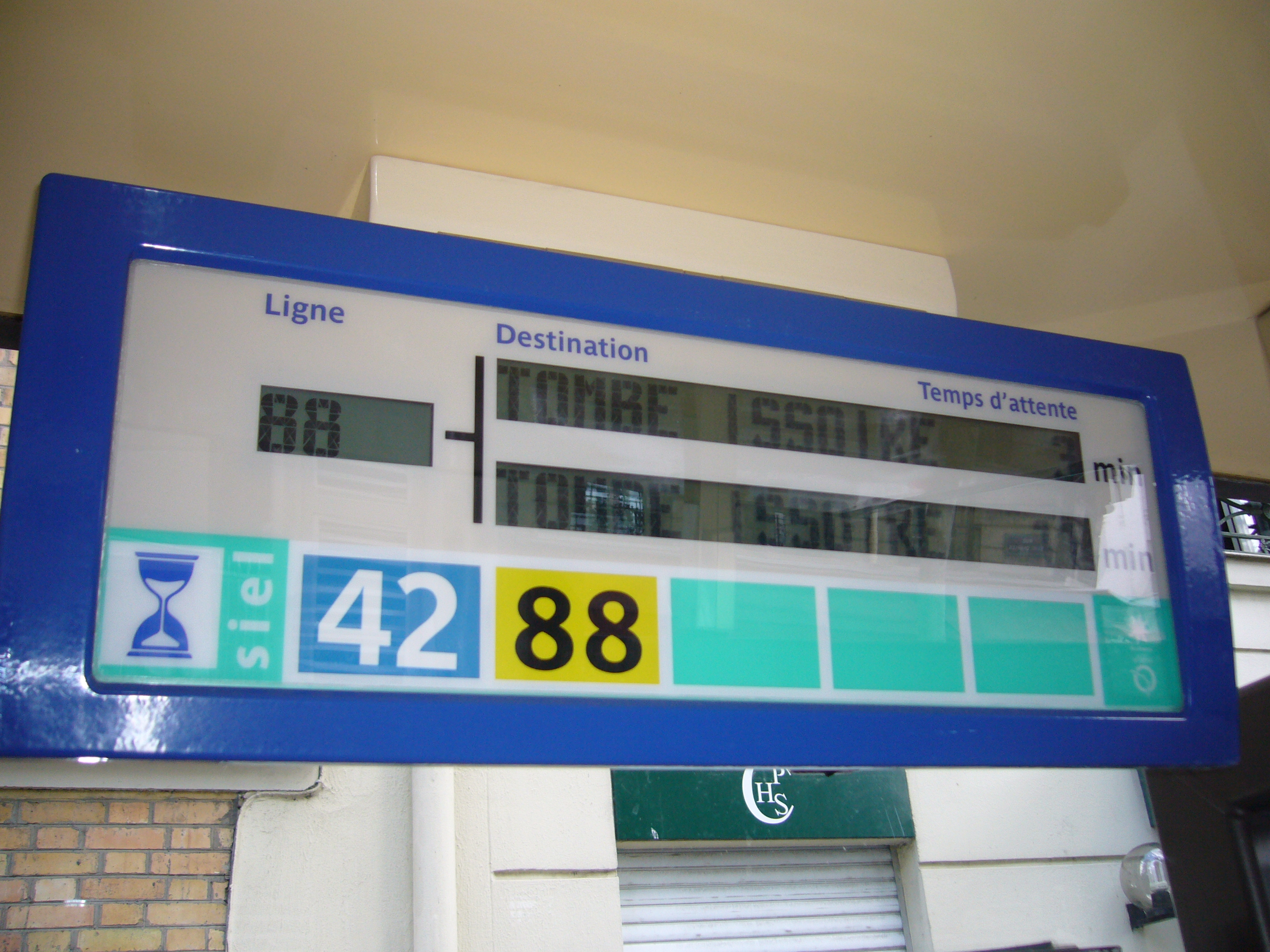
Borne SIEL (RATP) fixé au plafond d'une aubette, en mai 2008.

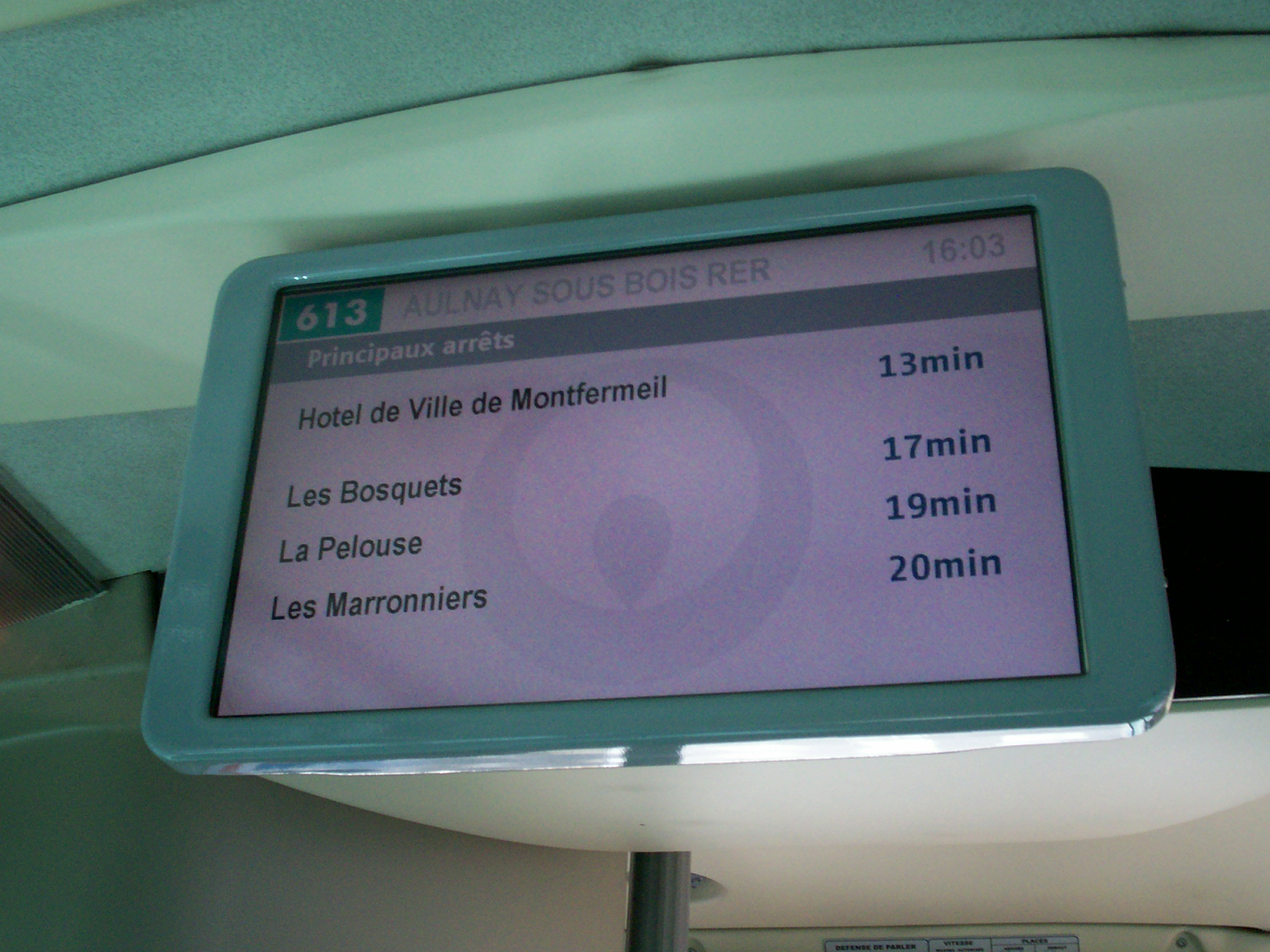
Écran d'information voyageurs à l'intérieur d'un autobus de Veolia Transport, en avril 2009.

##### Aux arrêts
Certains arrêts du réseau sont équipées de bornes d'information voyageurs en temps réel (par exemple les bornes SIEL à la RATP) afin d'informer en les voyageurs du temps d'attente avant l'arrivée des prochains bus et de les renseigner en cas d'incident ou de perturbation. Cette information est diffusée et mise à jour en temps réel en fonction de l'avancée du bus, permettant ainsi d'anticiper son temps de trajet ou de décider de ne pas attendre si le trafic rend l'attente trop longue.

##### Dans les autobus
À l'intérieur des autobus de certaines lignes du réseau, des bandeaux lumineux ou écrans LCD informent les voyageurs du temps de trajet estimé avant l'arrivée aux principaux arrêts desservis, du nom du prochain arrêt à venir lorsque le bus est entre deux arrêts ou du nom de l'arrêt en cours lorsque le bus est à un arrêt, ainsi que de la destination du bus.
Des annonces sonores annoncent également à l'approche d'un arrêt le nom de celui-ci. Les annonces sonores peuvent également annoncer le changement de destination d'un bus.

#### Personnel d'exploitation
On distingue deux catégories de personnel sur le réseau régional : les conducteurs-receveurs, ou machinistes-receveurs à la RATP, et les agents chargés du contrôle des titres de transport des voyageurs.

#### Tarification et financement

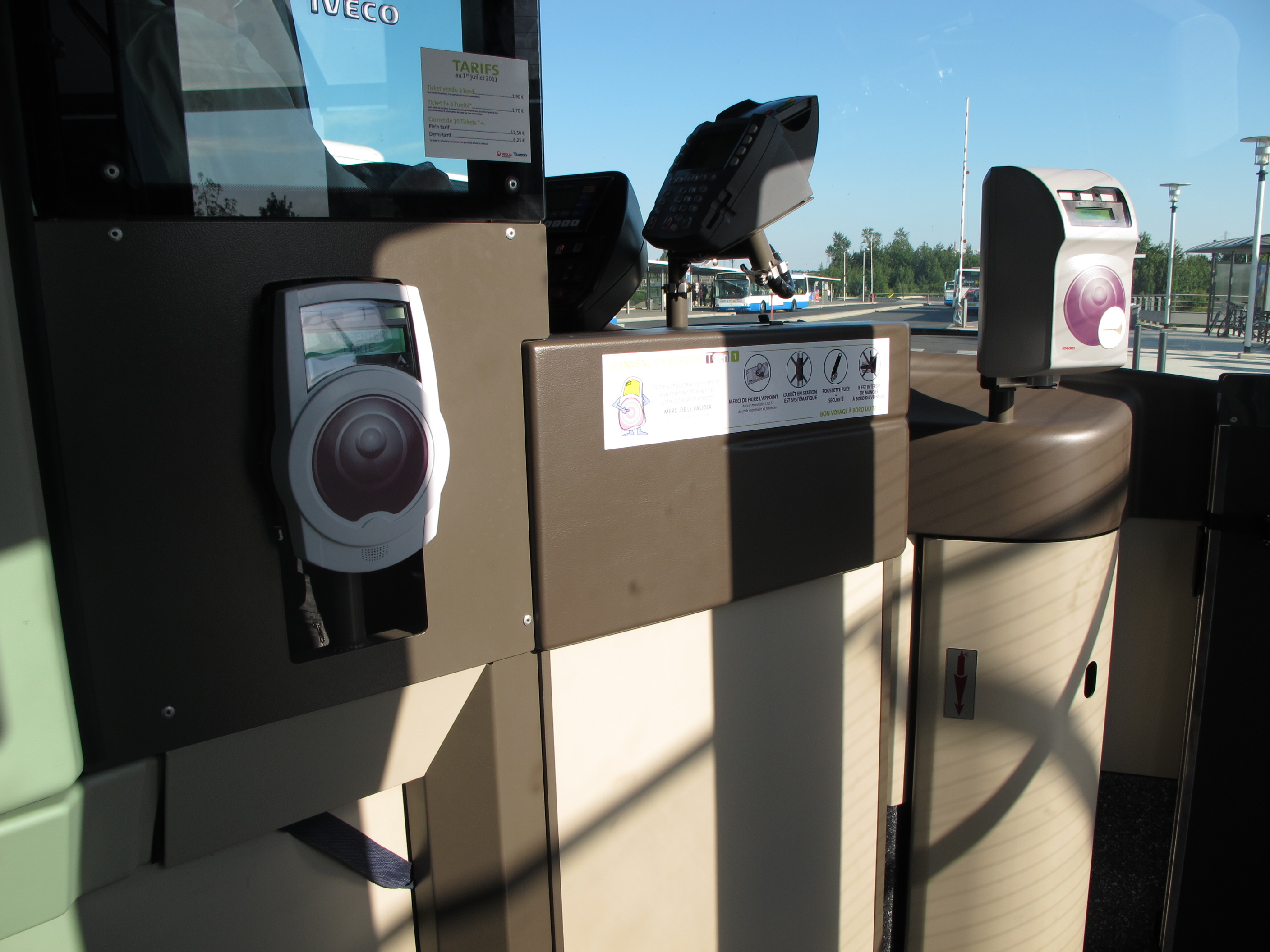
Validateurs Navigo (à gauche) et pour tickets carton (à droite) présents dans les bus et tramway, ici dans un autobus T Zen (juillet 2011).

La tarification des lignes du réseau de transport routier de voyageurs d'Île-de-France est globalement identique sur tous les réseaux de bus franciliens et accessibles avec les mêmes abonnements. Un ticket « bus-tram », qui remplace le ticket t+ au 1er janvier 2025, permet un trajet simple quelle que soit la distance, avec une ou plusieurs correspondances possibles avec les autres lignes de bus et de tramway pendant une durée maximale de 1 h 30 entre la première et dernière validation. En revanche, un ticket validé dans un bus ne permet pas d'emprunter le métro, ni le Transilien et le RER. Les lignes Orlybus et Roissybus, assurant les dessertes aéroportuaires, disposent d'une tarification spécifique mais sont accessibles avec les abonnements habituels.
Le financement du fonctionnement des lignes (entretien, matériel et charges de personnel) est assuré par l'exploitant. Cependant, les tarifs des billets et abonnements dont le montant est limité par décision politique ne couvrent pas les frais réels de transport. Le manque à gagner est compensé par l'autorité organisatrice, Île-de-France Mobilités, présidée depuis 2005 par le président du conseil régional d'Île-de-France et composé d'élus locaux. Elle définit les conditions générales d'exploitation ainsi que la durée et la fréquence des services. L'équilibre financier du fonctionnement est assuré par une dotation globale annuelle aux transporteurs de la région grâce au versement mobilité payé par les entreprises et aux contributions des collectivités publiques.
Selon des chiffres internes de 2009 révélés en 2011, la RATP évaluait à 8,7 % (avec un pic à 20,2 % sur l'ancienne ligne 254 Saint-Denis – Pierrefitte) le taux de fraude dans les bus de son réseau routier, soit un manque à gagner de 60 millions d'euros. Certains voyageurs ont fondé des mutuelles informelles basées sur une cotisation de 5 à 7 euros par mois pour prendre en charge l'amende pour défaut de titre de transport (38 euros).

## Projets de développement et création de lignes à haut niveau de service
Le développement du réseau francilien de transport routier de voyageurs conduit à la création de nouvelles lignes de bus à haut niveau de service.

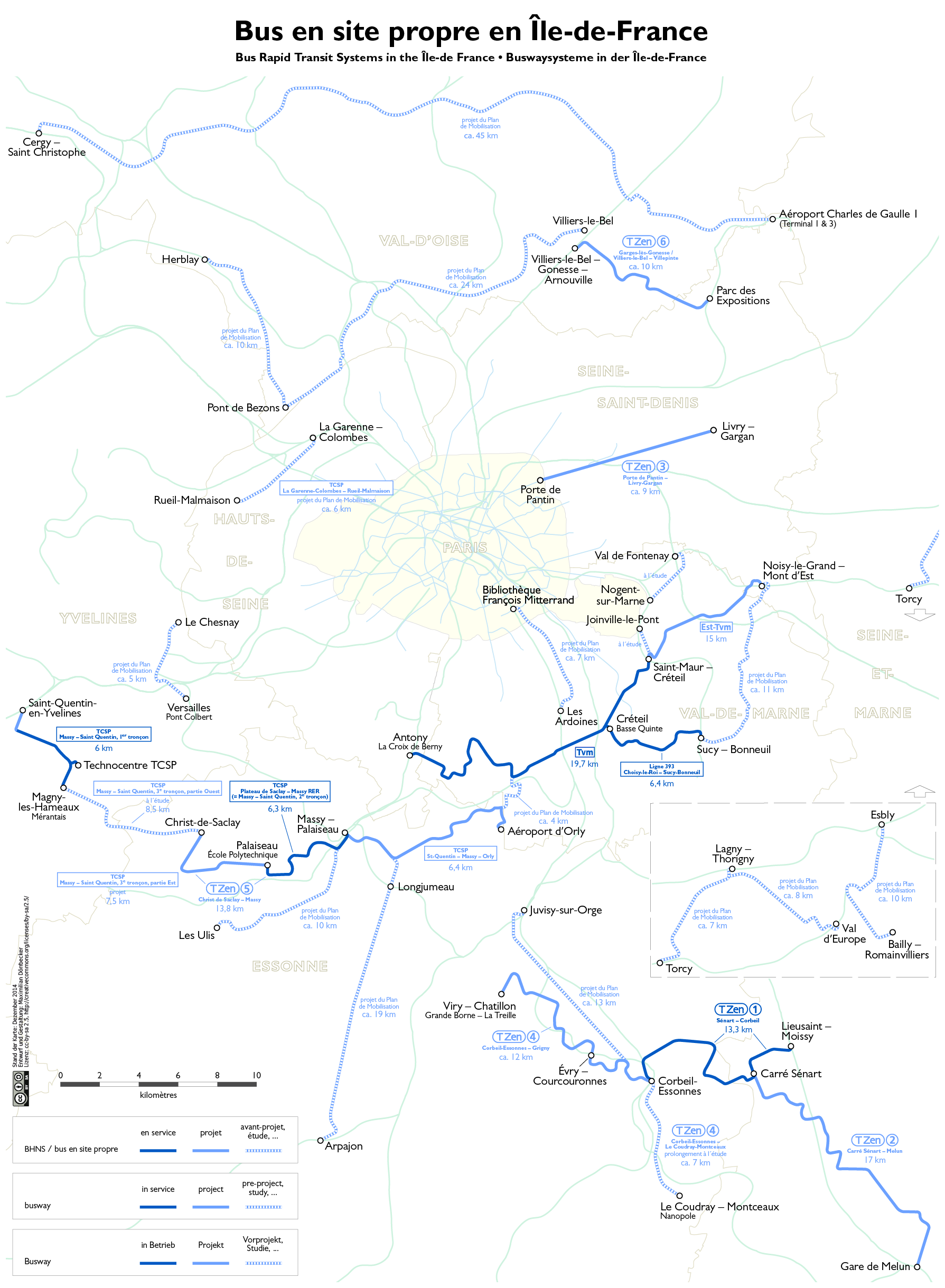
Le futur réseau de bus à haut niveau de service d'Île-de-France.

### Développement du T Zen
Le Syndicat des transports d'Île-de-France (STIF) prévoyait en janvier 2018, la mise en service de quatre lignes supplémentaires à l'horizon 2022 :
- la ligne 2 (Carré Sénart ↔ Melun) ;
- la ligne 3 (Porte de Pantin ↔ Gargan) ;
- la ligne 4 (Corbeil-Essonnes ↔ Viry-Châtillon) ;
- la ligne 5 (Bibliothèque François-Mitterrand ↔ Choisy-le-Roi).

De plus, une quinzaine de lignes T Zen supplémentaires potentielles sont actuellement à l'étude en Île-de-France, notamment sur la base du « Plan de Mobilisation pour les Transports en Île-de-France » :
- Six axes en cours d'étude pour accueillir une nouvelle ligne, en exceptant les lignes déjà existantes (lignes 393 et Tvm) :
  - Aulnay-sous-Bois ↔ Tremblay-en-France ;
  - Le Chesnay ↔ Versailles ;
  - Rueil-Malmaison ↔ Nanterre / La Défense ;
  - Saint-Cloud ↔ Boulogne-Billancourt ;
  - Sucy - Bonneuil ↔ Noisy-le-Grand-Mont d'Est.
- Sept secteurs en cours d'étude pour accueillir une nouvelle ligne :
  - Cergy-Préfecture ;
  - Mantes-la-Jolie ;
  - Meaux ;
  - Parc des expositions de Paris-Nord Villepinte ↔ Aéroport de Roissy ;
  - Saint-Quentin-en-Yvelines ;
  - Sartrouville ↔ Argenteuil ↔ Épinay-sur-Seine.

### Réalisation d'autres nouvelles lignes
Île-de-France Mobilités prévoit également la création d'autres lignes à haut niveau de service, aussi appelées lignes de transport collectif en site propre (TCSP) devant être réalisées sur des emprises affectées uniquement à ces lignes.
La ligne Est-Tvm est annulée en novembre 2024.

#### TCSP Massy - Saint-Quentin-en-Yvelines

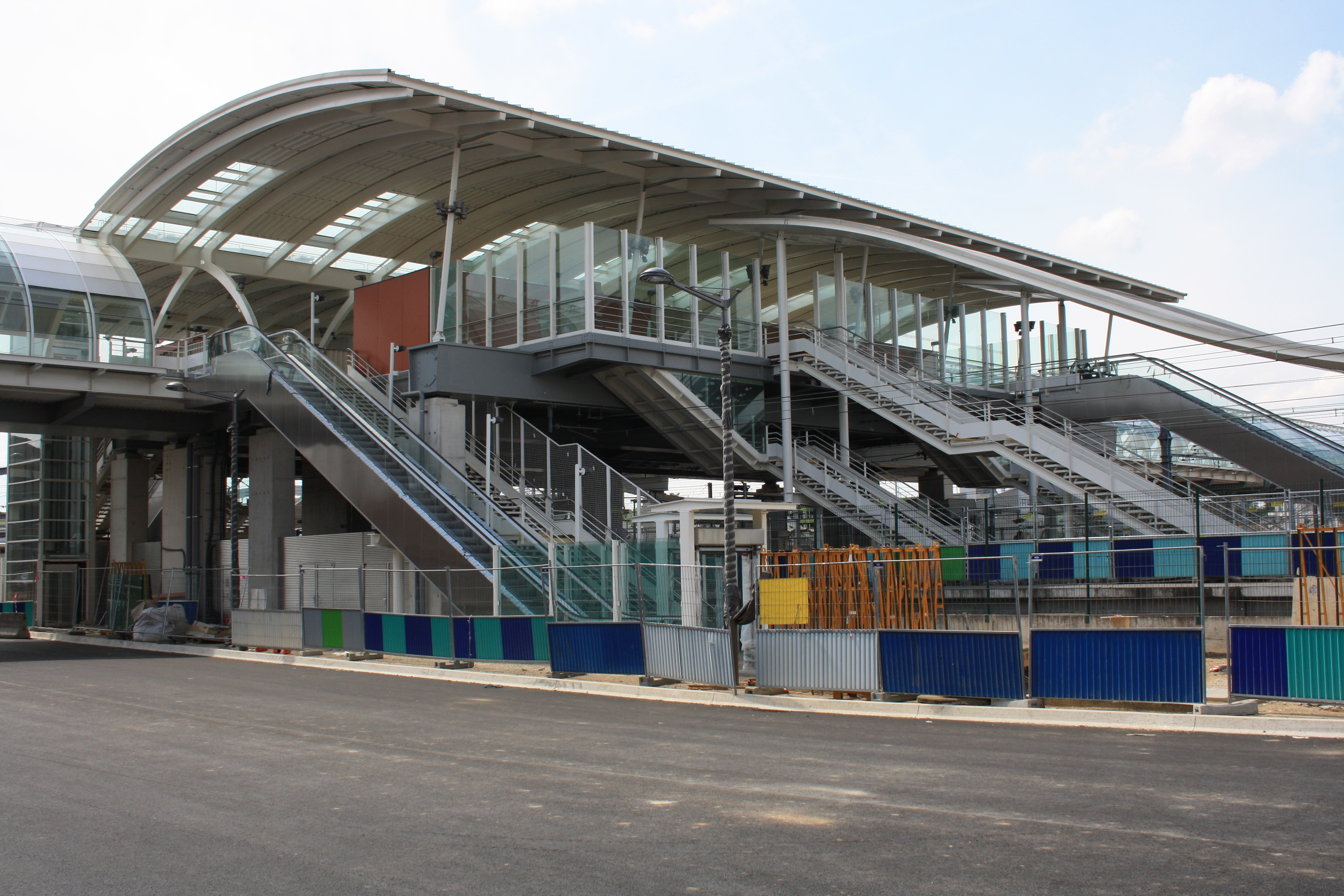
La gare de Massy - Palaiseau, en mai 2011.

La conversion en ligne T Zen du tronçon Magny-les-Hameaux - Saint-Quentin-en-Yvelines est à l'étude.

#### TCSP Massy - Les Champarts
Ce projet, long de trois kilomètres, vise à créer des liaisons directes entre Massy et Chilly-Mazarin, pour un coût évalué à 12 millions d'euros. Sa réalisation accompagnera les projets de développement économique, en particulier de la ZAC de la Bonde, future zone d'emploi majeure prévue sur les communes de Massy et de Chilly-Mazarin, dans des secteurs aujourd'hui peu desservis par les transports en commun. Le site propre réalisé servira à terme de support pour des liaisons par bus entre Massy et Orly, par le nord et le sud de l'aéroport, ainsi que pour les liaisons par bus entre Massy et Arpajon. Ce site propre sera la première phase de la réalisation d'un TCSP sur l'ex-route nationale 20 entre Massy et Arpajon.
Lors de son conseil d'administration du 7 décembre 2011, le Syndicat des transports d'Île-de-France a approuvé la convention de financement entre l'État, la région Île-de-France, le département de l'Essonne et le STIF, pour réaliser l'ensemble des études et l'organisation de la concertation prévue au troisième trimestre 2013 et de l'enquête publique en 2015.

#### TCSP Sénia Orly: Carrefour de la Résistance à Thiais – Aéroport d'Orly
Ce projet, long d'environ sept kilomètres et qui devrait compter 9 ou 10 stations reliera l'aéroport d'Orly au carrefour de la Résistance à Thiais et desservira la nouvelle zone d'activités Sénia.

#### TCSP Argenteuil – Bezons – Sartrouville – Cormeilles-en-Parisis
Le 7 octobre 2015, le Conseil du STIF approuve une convention de financement pour la réalisation d'études préliminaires pour un TCSP reliant Argenteuil, Bezons et Sartrouville. De plus, l'organisation d'une concertation préalable et d'une enquête publique est également votée.
Le projet de bus en site propre permettra de relier la station Pont de Bezons du T2 à la gare d'Argenteuil ainsi qu'à la gare de Sartrouville-Val Notre-Dame du tramway T11. Une étude sur l'amélioration de la desserte de la gare de Cormeilles-en-Parisis sera également effectuée.
Le coût total de la convention de financement est de 3,6 millions d'euros. Le financement est assuré à parts égales entre la région Île-de-France et le département du Val-d'Oise.

#### TCSP du Mantois: Rosny-sur-Seine – Mantes-la-Jolie
Ce projet, long de 5,3 kilomètres et qui comptera 13 stations est lié au prolongement à l'ouest du RER E jusqu'à la gare de Mantes-la-Jolie ; le TCSP sera créé en deux temps : d'abord jusqu'au Val Fourré puis jusqu'à Rosny-sur-Seine.

#### Plan de Mobilisation
La région Île-de-France, les conseils généraux, le STIF et l'État ont élaboré en 2008 un « Plan de Mobilisation pour les Transports en Île-de-France » de plus de 18 milliards d'euros.
En plus de la réalisation des projets Barreau de Gonesse, Massy - Les Champarts et de la finalisation du site propre Massy - Saint-Quentin, le « Plan de Mobilisation pour les Transports en Île-de-France » propose notamment la réalisation de lignes de bus à haut niveau de service supplémentaires, afin de répondre aux urgences ainsi qu'aux besoins des Franciliens à moyen et long termes :
- Cergy-Saint-Christophe ↔ Aéroport de Roissy-Charles-de-Gaulle ;
- Juvisy-sur-Orge ↔ Corbeil-Essonnes ;
- Lagny - Thorigny ↔ Torcy ;
- Lagny - Thorigny ↔ Val d'Europe ;
- Les Champarts ↔ Arpajon ;
- Les Champarts ↔ Les Ulis ;
- Les Champarts ↔ Orly ;
- Pont de Bezons ↔ Herblay-sur-Seine ;
- Pont de Bezons ↔ Villiers-le-Bel.